# Franz Ferdinand von Österreich-Este
Erzherzog Franz Ferdinand Carl Ludwig Joseph Maria von Österreich-Este (* 18. Dezember 1863 in Graz; † 28. Juni 1914 in Sarajevo) entstammte dem Haus Habsburg-Lothringen und war seit 1896 Thronfolger von Österreich-Ungarn. Beim Attentat von Sarajevo starben er und seine Frau Herzogin Sophie von Hohenberg durch die Hand des bosnisch-serbischen Nationalisten Gavrilo Princip. Die Tat löste die Julikrise aus, die wenig später zum Ersten Weltkrieg führte.

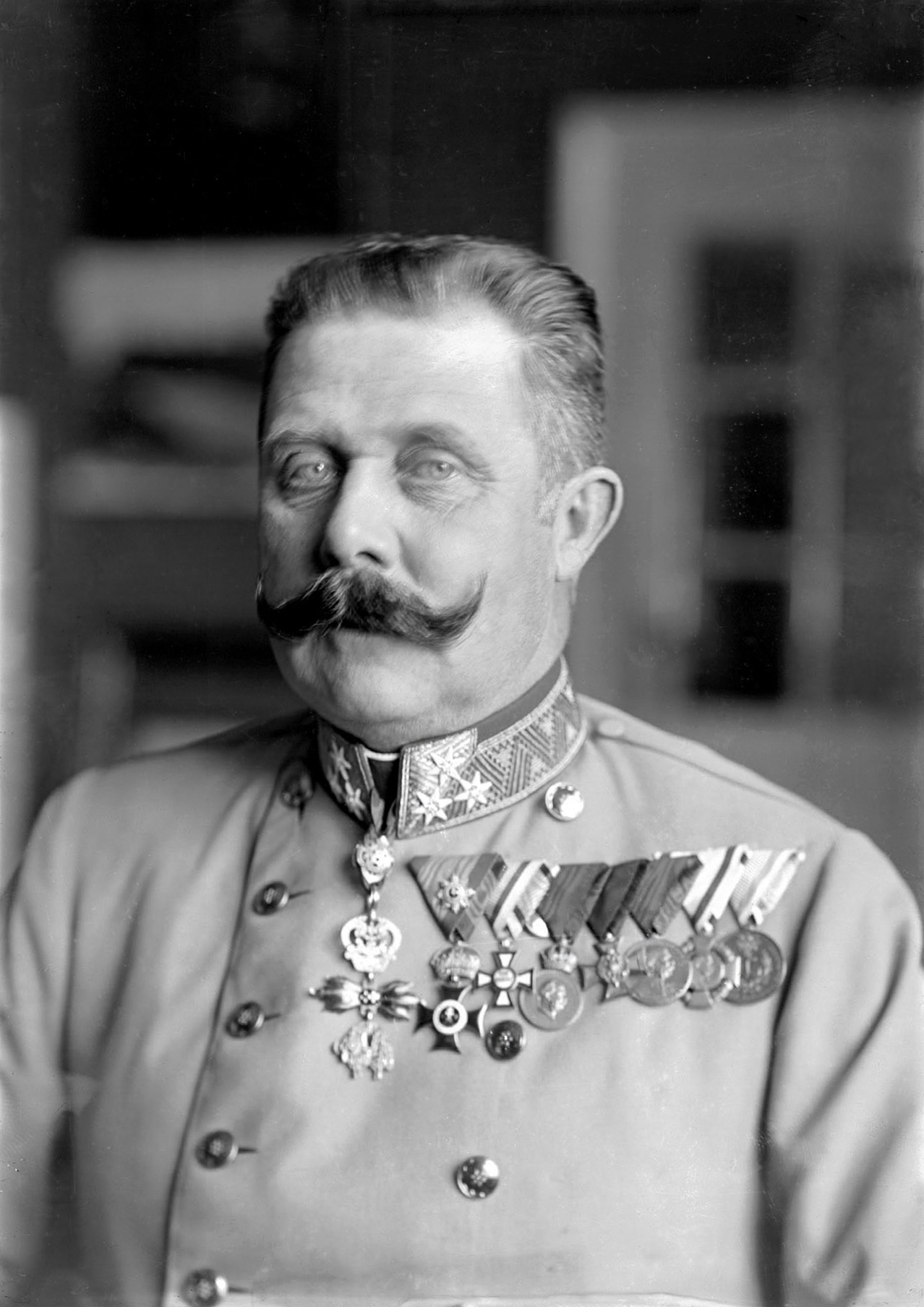
Erzherzog-Thronfolger Franz Ferdinand (Foto von Ferdinand Schmutzer, etwa 1914)

Unterschrift Franz Ferdinands; der Erzherzog, in seinen früheren Lebensjahren nur unter seinem ersten Vornamen, Franz, bekannt, unterschrieb auch nur mit diesem

## Leben

### Kindheit und Jugend

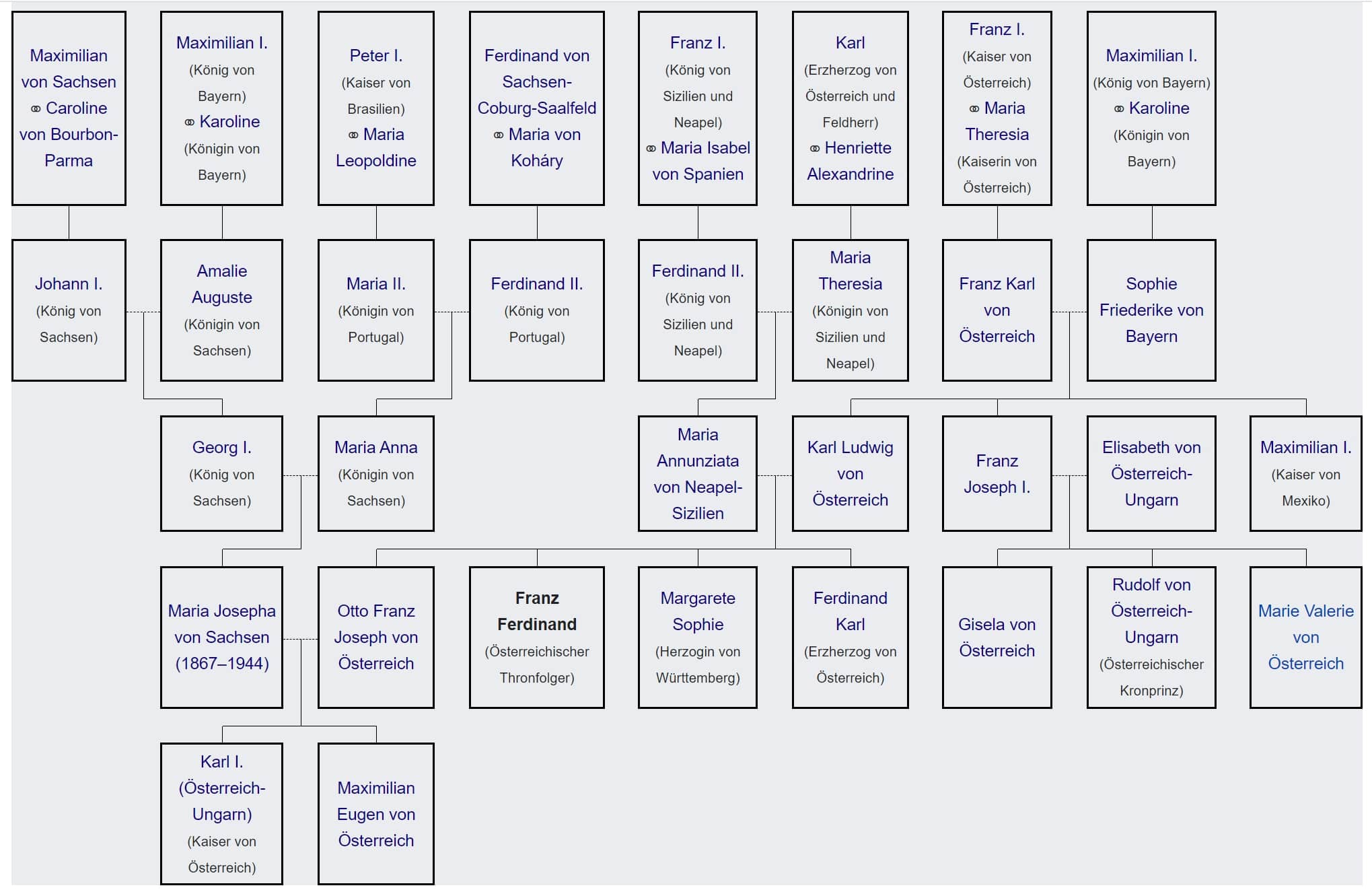
Stammbaum von Franz Ferdinand

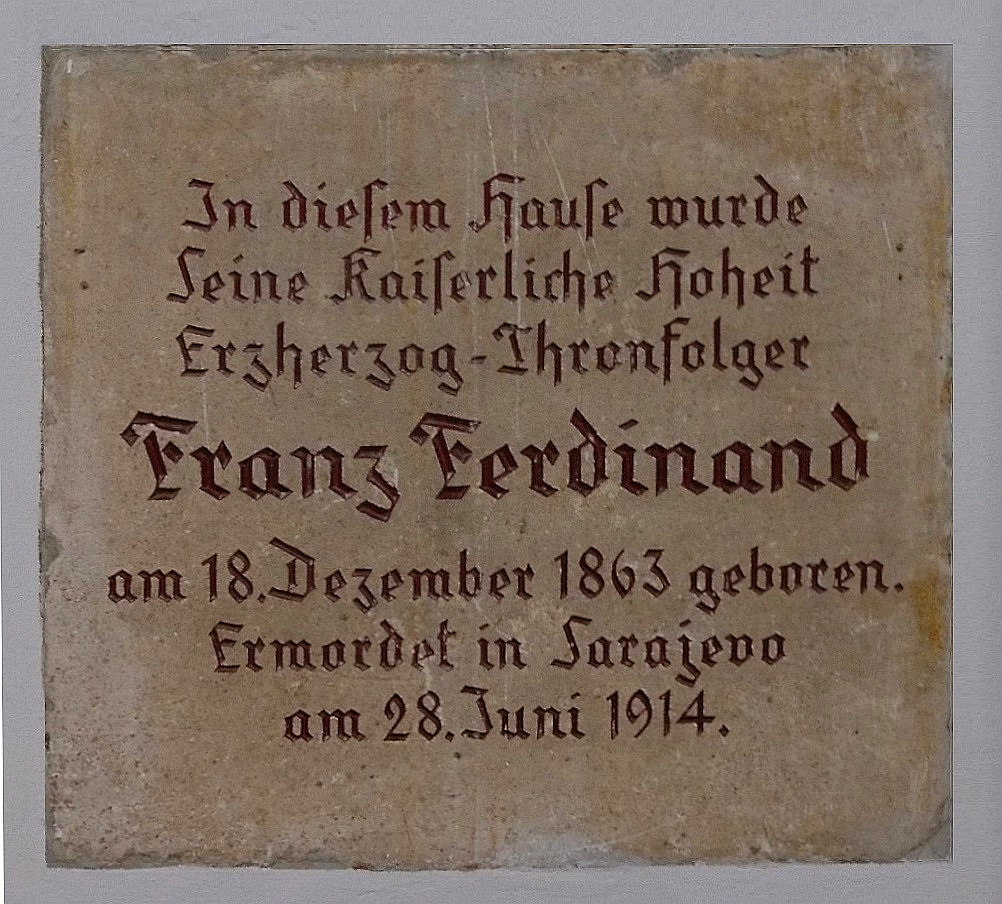
Gedenktafel für Franz Ferdinand am Palais Khuenburg, Graz

Franz Ferdinand war der älteste Sohn Erzherzog Carl Ludwigs von Österreich, des zweitältesten der drei Brüder Kaiser Franz Josephs, aus dessen zweiter Ehe mit Prinzessin Maria Annunziata von Neapel-Sizilien.
Franz Ferdinand wurde im Palais Khuenburg in Graz geboren, in dem sich seine Eltern zwischen 1863 und 1866 eingemietet hatten. Als Franz Ferdinand sieben Jahre alt war, starb seine Mutter an einem Lungenleiden. Ihr Ehemann hatte für sie die Villa Wartholz in Reichenau an der Rax erbaut, die später der von allen geliebte Familiensitz wurde. Dort und in Schloss Artstetten in Niederösterreich, das ebenfalls seinem Vater gehörte, verbrachte Franz Ferdinand meist die Sommermonate. Wie alle seine Geschwister entwickelte auch er ein inniges Verhältnis zu seiner Stiefmutter Infantin Marie Therese von Braganza, die sein Vater geheiratet hatte, als Franz Ferdinand neuneinhalb Jahre alt war. Sie sollte ihm auch später in der schwierigen Zeit der nicht standesgemäßen Eheschließung mit Gräfin Sophie Chotek beistehen, die er gegen den Willen seines Onkels Kaiser Franz Joseph ertrotzt hatte.

### Estensisches Erbe
Erzherzog Franz V. von Österreich-Modena, ein Urenkel Erzherzog Ferdinands (eines Sohns von Kaiserin Maria Theresia, der die Erbin des Herzogtums von Modena geheiratet hatte), war als Herzog von Modena, Massa, Carrara und Guastalla im Besitz des immensen Familienvermögens, aber ohne Nachkommen verblieben. Dass er nicht mehr in Italien regierte, sondern in Österreich lebte, hing damit zusammen, dass im Jahr 1859 alle nichtitalienischen Regenten italienischer Fürstentümer das Land verlassen mussten. Mangels eigener Kinder ernannte er den ältesten Sohn Erzherzog Carl Ludwigs zu seinem Universalerben. Die Bedingungen dafür waren, dass Franz Ferdinand den Namen Este annehmen und sein Italienisch aufbessern müsste (was ihm nicht allzu schwer gefallen sein sollte, da seine aus Italien stammende Mutter mit ihren Kindern oft italienisch gesprochen hatte), um – falls es der Lauf der Geschichte ermöglicht – das Herrscheramt in Modena antreten zu können. Da alle Beteiligten Untertanen Kaiser Franz Josephs waren, musste er die Erlaubnis dafür erteilen. Das machte dieser natürlich gerne, und Erzherzog Franz Ferdinand, der noch lange nicht Thronfolger war, führte von da ab den Namen Österreich-Este.
Nach dem Tod des Thronfolgers im Jahr 1914 ging der Name Österreich-Este auf Franz Ferdinands Großneffen, Erzherzog Robert, über, einen Sohn des späteren Kaisers Karl. Das Archiv der Familie Este wurde 1915 dem Haus-, Hof- und Staatsarchiv eingegliedert, ein Teil musste 1921 an Italien abgegeben werden. Das estensische Vermögen wurde wie aller Privatbesitz der Habsburger von der neu gegründeten Republik Österreich enteignet.

### Ausbildung
Kindheit und Jugend Erzherzog Franz Ferdinands verliefen in den typischen Bahnen eines männlichen Mitglieds der Kaiserfamilie. Die Leitung seiner Erziehung wurde Graf Ferdinand Degenfeld-Schonburg (1835–1892) anvertraut. Ihm standen Rittmeister Graf Nostitz und Leutnant Graf Wallis zur Seite. Für den Unterricht wurden namhafte Lehrkräfte beschäftigt, so der spätere Weihbischof Godfried Marschall für Religion, der Historiker Onno Klopp für Geschichte, Friedrich Knauer für Naturwissenschaft, Knapp für Philologie und später Rittner für Staatswissenschaft und Nationalökonomie. Marschall und Klopp gewannen großen Einfluss auf den jungen Erzherzog. Klopp hielt ihm Vorträge über Habsburger Geschichte, die er von seinem eigenen Standpunkt aus darstellte und interpretierte. Seinem Religionslehrer Propst Marschall gelang es, die Zuneigung Franz Ferdinands zu erringen. Er war viele Jahre sein engster Freund und Berater. Das Vertrauensverhältnis zerbrach später im Zusammenhang mit der morganatischen Ehe des Thronfolgers. Der Familientradition folgend, der zufolge jeder männliche Habsburger eine Militärausbildung zu durchlaufen hatte, trat der Erzherzog sehr früh in die Armee ein und wurde, noch nicht 15 Jahre alt, zum Leutnant des 32. Infanterie-Regiments ernannt.

### Jagd

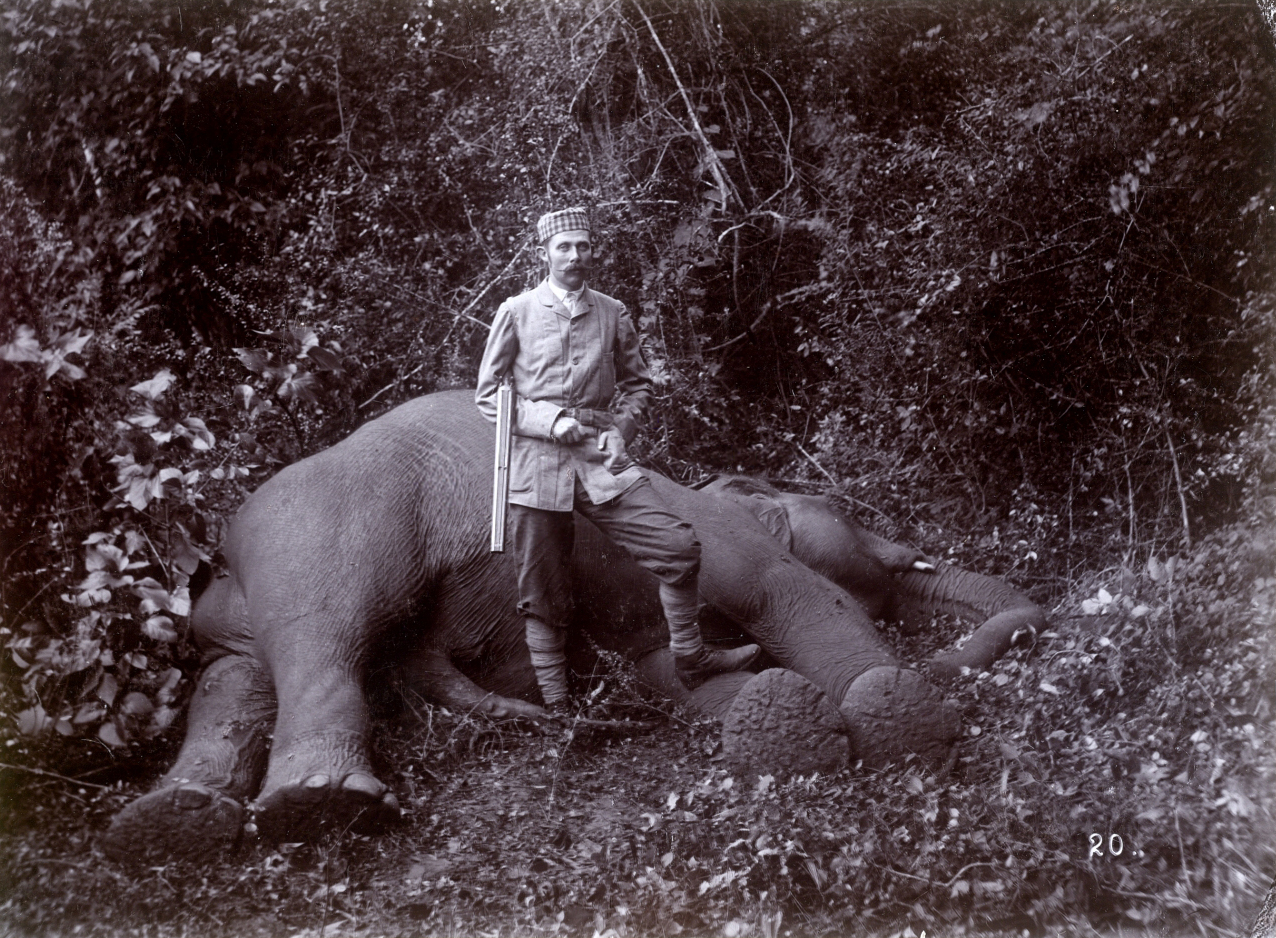
„Der erste Elefant“ – Franz Ferdinand vor einem erlegten Elefanten, während seiner Weltreise 1893 in Kalawewa, Ceylon, Fotoaufnahme von Eduard Hodek junior

Franz Ferdinand wurde wie die meisten seiner Standesgenossen schon als Kind zur Jagd geschickt. Im Alter von neun Jahren erlegte er sein erstes Wild, bis zu seinem 17. Lebensjahr schoss er 105 Stück Kleinwild. Im Erwachsenenalter erwachte in ihm die Lust am Zielen und Töten nach Zahlen. Im Unterschied zu seinem Vater, Erzherzog Carl Ludwig, der kaum je an einer Jagd teilnahm und der auch keine Freude daran hatte, wurde Franz Ferdinand ein fanatischer Jäger und ein hervorragender Schütze. Er unterhielt mehrere große Jagdreviere und erlegte im Lauf seines Lebens – laut erhaltener Schusslisten – 274.889 Stück Wild. Auf Großwildjagden, an denen er während seiner Weltreisen teilnahm, schoss er Tiger, Löwen und Elefanten. Allein im Jahr 1911 erlegte er 18.799 Stück Wild, „Tagesrekord“ waren im Jahr 1908, an einem Junitag, 2763 Lachmöwen. Er galt seit den frühen 1890er Jahren als einer der besten Schützen der Welt. Seine riesige Trophäensammlung befindet sich noch heute auf Schloss Konopiště. In Schloss Artstetten kann man Münzen sehen, mit denen er eine Wette gewann. In Indien maß er sich mit einem hervorragenden Schützen im Treffen von in die Luft geworfenen Münzen. Während sein Gegner nur eine Münze verbog, traf er drei Münzen mit der Kugel.
Die „an Sucht grenzende Leidenschaft“ wird übereinstimmend als eine der dunkelsten Seiten im Persönlichkeitsbild Franz Ferdinands wahrgenommen und von Historikern als „feudale Massenschlächterei“, als „Wildschlächterei, Aasen, Massenmord“ oder als „pathologische Schießwut“ bezeichnet, bei der er mit „rücksichtsloser Energie“ vorging. Paul Sethe analysierte, dass Franz Ferdinand darin „Kind der Verfallserscheinungen seiner Zeit“ war, „daß ihm die Zahl, das Massenhafte, wichtiger ist als die Freude am Pirschgang …“
Anzumerken ist allerdings, dass der Thronfolger meist Ehrengast bei Jagden war, und ihm die Treiber das Wild zu seinem Schießplatz dirigierten. Trotz dieses, selbst für das 19. Jahrhundert ungewöhnlichen, Jagd-Fanatismus interessierte sich Franz Ferdinand schon damals für die Umwelt, förderte ökologische Projekte auf seinen Gütern, die er als Musterbetriebe führte und engagierte sich intensiv im Bereich des Denkmalschutzes und an der Erhaltung alter, wertvoller Gebäude.
1909 erwarb Franz Ferdinand das Schloss Blühnbach im Salzburger Pongau und ließ es zwischen 1910 und 1913 mehrmals umbauen sowie ein zweites Stockwerk errichten. Einrichtungs- und Bildhauerarbeiten wurden auch von den Halleiner Werkstätten für Kirchliche Kunst und Kunstgewerbe, von Jakob Adlhart und Max Domenig und Mitarbeitern durchführen. Er besuchte auch einigermaßen regelmäßig die Bildhauerwerkstatt in Hallein. 14.000 Hektar Wald ließ er in ein vollkommen abgeschlossenes eigenes Jagdgebiet umwandeln, dadurch kam es zu massiven Auseinandersetzungen mit der Bevölkerung und dem Alpenverein. Weitere der Jagd dienende Schlösser waren neben Konopiště auch Schloss Lölling in Kärnten.

### Vor der Thronfolge

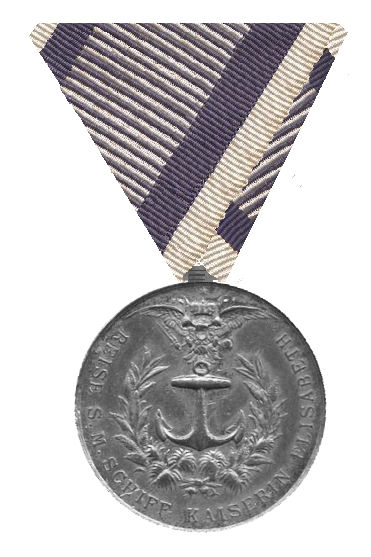
Seereise-Denkmünze 1892/93

Ab 1878 erhielt Franz Ferdinand eine militärische Ausbildung, die ihn durch die gesamte Monarchie führte: Er war bei der Infanterie in Böhmen, 1889 als Oberst beim 9. Husarenregiment im ungarischen Ödenburg und bei den Dragonern in Oberösterreich. In Ödenburg sollte der Erzherzog mit Ungarn in Berührung kommen und sich in der ungarischen Sprache ausbilden. Doch liebte er dieses Land nicht, ebenso wenig wie dessen Bewohner, und betonte dies – sehr zu seinem Nachteil – bei jeder Gelegenheit.
1889 schenkte ihm sein Vater Schloss Artstetten in Niederösterreich, in dem heute das Franz-Ferdinand-Museum untergebracht ist. 1899 wurde er zum General der Kavallerie befördert; außerdem führte er den Admiralsrang. Während seiner Militärzeit erkrankte er mehrmals an Lungentuberkulose, an der seine Mutter gestorben war, und musste im Herbst 1895 deswegen vorübergehend sogar aus dem aktiven Dienst scheiden.
1892/1893 unternahm er auf ärztlichen Rat eine Weltreise auf dem Torpedorammkreuzer Kaiserin Elisabeth. Offiziell wurde die Reise als wissenschaftliche Expedition deklariert, die die Gerüchte über die angegriffene Gesundheit des Erzherzogs zum Verstummen bringen sollten. Die Reise führte ihn von Triest über Port Said (Ägypten), Aden, Kandy, Colombo (Sri Lanka), Bombay (damals Britisch-Indien), Indonesien, Australien, Japan, Kanada und Nordamerika. Seine Eindrücke und Erfahrungen hielt er im Tagebuch meiner Reise um die Erde fest. Es wird in Schloss Artstetten aufbewahrt und zeigt deutlich, wie die Weltreise seine späteren politischen Ideen beeinflusste.
Unter anderem war er überzeugt, dass nur ein föderalistisches System den Vielvölkerstaat am Leben erhalten würde und Österreich, um international erfolgreich sein zu können, eine stärkere Marine bräuchte. 14.000 ethnologische Objekte dieser Reise befinden sich heute im Weltmuseum Wien. 1895 und 1896 unternahm er weitere Reisen in wärmere Regionen und Kuraufenthalte, unter anderem nach Ägypten, und erholte sich entgegen den Erwartungen vieler, vor allem Kaiser Franz Josephs, von seiner Krankheit.
Nach dem Tod seines Vaters Erzherzog Carl Ludwig im Jahr 1896 wurde Franz Ferdinand Thronfolger von Österreich-Ungarn und damit der ranghöchste Erzherzog nach seinem regierenden Onkel Kaiser Franz Joseph. Mehrere Versuche, ihn standesgemäß zu verheiraten, unter anderem mit der verwitweten Kronprinzessin Stephanie oder mit Prinzessin Mathilde von Sachsen, schlugen fehl.

### Heirat mit Gräfin Sophie Chotek

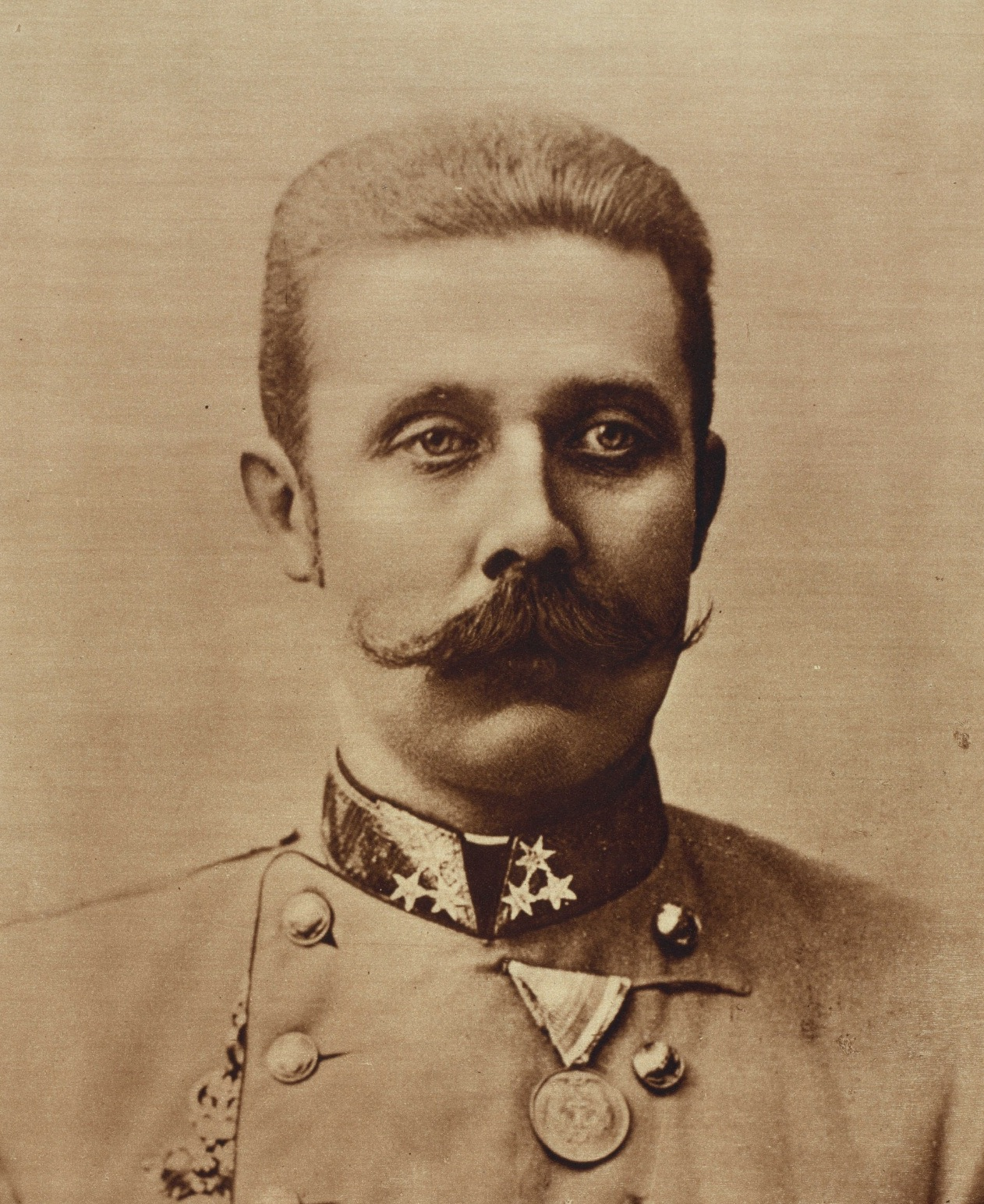
Franz Ferdinand mit der Seereise-Denkmünze 1892/93

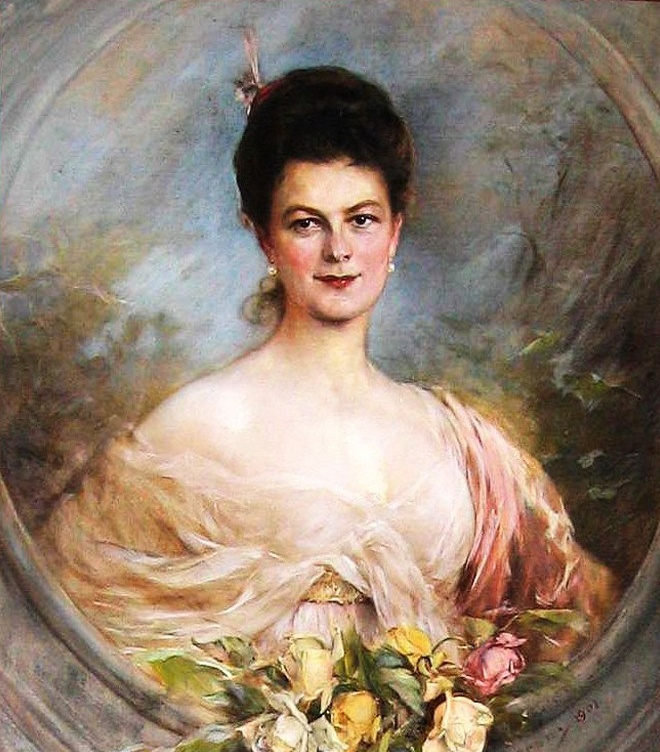
Gräfin Sophie Chotek

Am 1. Juli 1900 heiratete Erzherzog Franz Ferdinand gegen die Regeln des Habsburger Familienstatuts Gräfin Sophie Chotek, eine ehemalige Hofdame Erzherzogin Isabellas. Dem Familienstatut zufolge durfte ein Mitglied der Kaiserfamilie nur ebenbürtig, also ein Mitglied einer regierenden oder ehemals regierenden Herrscherfamilie heiraten. Das Habsburger Familienstatut machte bei den Nicht-Ebenbürtigen keinen Unterschied zwischen einer Gräfin, einer Baronin oder einer Bürgerlichen. Die künftige Gattin durfte keine Untertanin sein. Diese Regel galt allerdings nur für die österreichische Kaiserfamilie. Als König von Böhmen und Ungarn hätte Sophie die entsprechenden Titel tragen dürfen und die gemeinsamen Kinder hätten Thronerben werden können. Franz Ferdinand verzichtete aber im Hinblick auf die Einheit des Reiches in einer Erklärung auf diese Ansprüche.
Im Fall des Erzherzog-Thronfolgers hätte es aber auch noch eine andere Lösung gegeben: Hätte er auf die Thronfolge verzichtet, wäre die Ehe zwar auch unstandesgemäß gewesen, er hätte sich aber mit dem ererbten estensischen Vermögen auf seine Güter zurückziehen und bis ans Ende seiner Tage ein beschauliches Leben führen können. Das wollte er aber nicht. Er wollte die morganatische Ehe eingehen und später das Kaiseramt antreten. Mit dieser Sturheit zog er sich den Unmut seines Onkels, des Kaisers, zu. Um ihm gegenüber die Heirat besser begründen zu können, hatte Erzherzog Franz Ferdinand eine Studie in Auftrag gegeben, in der er darlegen ließ, dass er damit „frisches Blut“ in die Familie bringen wollte. Damals nahm man an, dass Verwandtenheiraten degenerative psychische Erbkrankheiten zur Folge hätten. Allgemein bekannt war die Habsburger Unterlippe.
Kaiser Franz Joseph erlaubte die Heirat schließlich unter der Bedingung, dass weder Sophie noch zukünftige, der Ehe entspringende Kinder die Herrschaft übernehmen dürften, wofür Erzherzog Franz Ferdinand am 28. Juni 1900 in einem offiziellen Akt die Kenntnisnahme unterzeichnete. Damit stand sein jüngerer Bruder Erzherzog Otto (1865–1906) als künftiger Thronfolger Franz Ferdinands fest. Letztendlich zeigte sich der Kaiser der Ehefrau seines Neffen gegenüber aber großzügig und ernannte sie zunächst zur Fürstin, 1909 zur Herzogin von Hohenberg. Auch die Kinder dieser Verbindung sollten den Namen Hohenberg tragen. Schicksalshaft mag die Wahl des Namens Hohenberg gewesen sein, der mit Gertrude von Hohenberg, der Frau König Rudolfs I., am Anfang der Habsburgermonarchie steht und schließlich wieder am Ende der Herrschaft derselben Familie historische Bedeutung erlangte. Im inneren Kreis der Familie wurde und wird die Namenswahl als ein Akt der Erneuerung und als Zuwendung von Kaiser Franz Joseph interpretiert.
Die Hochzeit mit Sophie Chotek verstärkte nicht nur die ohnehin spannungsgeladene Beziehung zu Kaiser Franz Joseph, auch die nächste Familie zeigte wenig Freude über diese Verbindung. Franz Ferdinand hatte sich seit den 1880er Jahren von seiner Familie und vor allem von den Geschwistern abgekapselt. Er war das einzige der sechs Geschwister, das nicht an den häufigen Familienzusammenkünften in der Villa Wartholz teilnahm, was seinen Vater, Erzherzog Carl Ludwig, sehr kränkte, worauf er in Briefen und Tagebucheintragungen häufig anspielte. Hätte er um die Jahrhundertwende noch gelebt, wäre die Verbindung mit Gräfin Chotek nie zustande gekommen. Oder er hätte seinem Sohn dazu geraten, auf die Thronfolge zu verzichten. Denn ihm galten die Familie und die Familienregeln als höchstes Ideal. Wohl im Andenken an ihren Vater erschienen die Brüder Otto und Ferdinand Karl nicht zur Hochzeit und auch nicht die Schwester Margarete Sophie. Aus der Familie nahmen nur Franz Ferdinands Stiefmutter, Erzherzogin Maria Theresa, und ihre Töchter Maria Annunziata und Elisabeth Amalie teil. Der Kaiserbruder Erzherzog Ludwig Viktor mokierte sich am lautesten über die Mesalliance, wofür Franz Ferdinand sich 1904 mit einer Intrige rächte, die zur Exilierung Ludwig Viktors aus Wien führte.

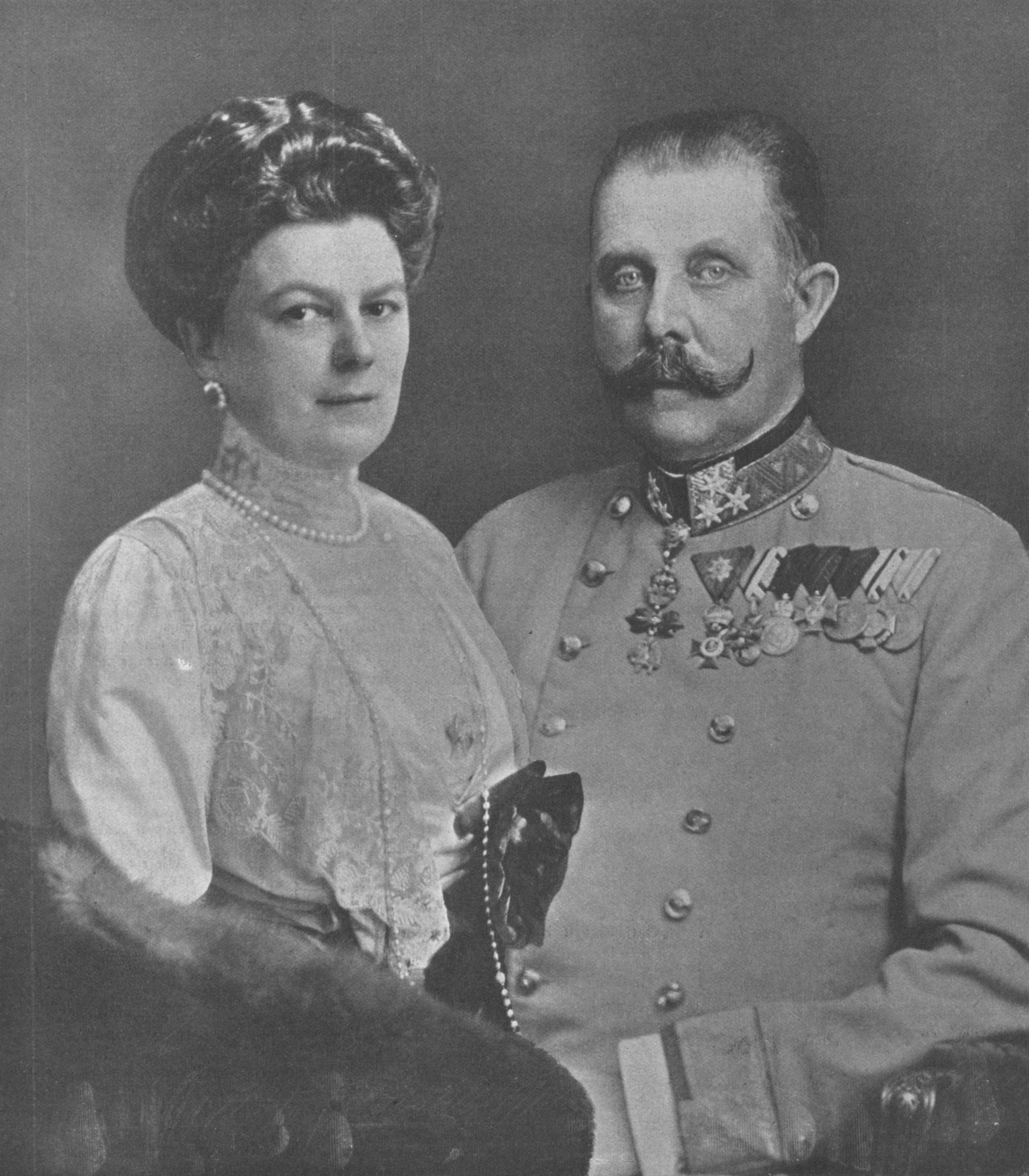
Erzherzog Franz Ferdinand und seine Gemahlin
(Hofatelier Kosel, um 1914)

Es war Sophie nicht erlaubt, bei offiziellen Anlässen an der Seite ihres Mannes zu erscheinen. Während Franz Ferdinand als Thronfolger gleich hinter dem Kaiser gehen durfte, musste sich Sophie hinter die jüngste Erzherzogin reihen, die noch ein Baby war. Erleichterung gab es, wenn Franz Ferdinand in seiner Funktion als Generalinspektor der bewaffneten Macht als Offizier erschien. Da durfte er gemäß Protokoll gemeinsam mit seiner Frau auftreten. Die Eheleute nutzten diese Lücke im sonst strengen Protokoll der Monarchie tragischerweise auch in Sarajevo 1914, weshalb sie beim Attentat beide starben.
Der Ehe von Erzherzog Franz Ferdinand und Herzogin Sophie von Hohenberg entstammten vier Kinder, die den Familiennamen der Mutter trugen:
- Fürstin Sophie Hohenberg (1901–1990) ⚭ 1920 Graf Friedrich Nostitz-Rieneck (1893–1973),
- Herzog Maximilian von Hohenberg (1902–1962) ⚭ 1926 Gräfin Elisabeth von Waldburg zu Wolfegg und Waldsee,
- Fürst Ernst Hohenberg (1904–1954) ⚭ 1936 Maria Therese Wood,
- ein totgeborener Sohn (1908) wurde in der Familiengruft von Schloss Artstetten beigesetzt, die aus diesem Anlass errichtet wurde.

Franz Ferdinand und Sophie waren die Stammeltern der herzoglichen Familie Hohenberg.
Die Hauptwohnsitze waren Schloss Belvedere in Wien und die Sommerresidenz Schloss Konopiště in Böhmen, Ende 1918 vom tschechoslowakischen Staat entschädigungslos enteignet. Die Kinder wurden nach dem Ende der Monarchie in Österreich aufgezogen. Ein Schwager des Thronfolgers, Fürst Jaroslav Thun-Hohenstein, wurde ihr gesetzlicher Vormund und verhandelte in ihrem Namen mit Kaiser Karl den rechtlichen Austritt aus dem Familienfonds. Der Hauptsitz der Nachkommen wurde Schloss Artstetten in Niederösterreich. Der älteste Sohn, Herzog Max von Hohenberg, wurde Rechtsvertreter Erzherzog Ottos in Österreich, der in Belgien, in Amerika und später in Deutschland lebte, wo er den Namen Otto von Habsburg-Lothringen trug.

## Politik

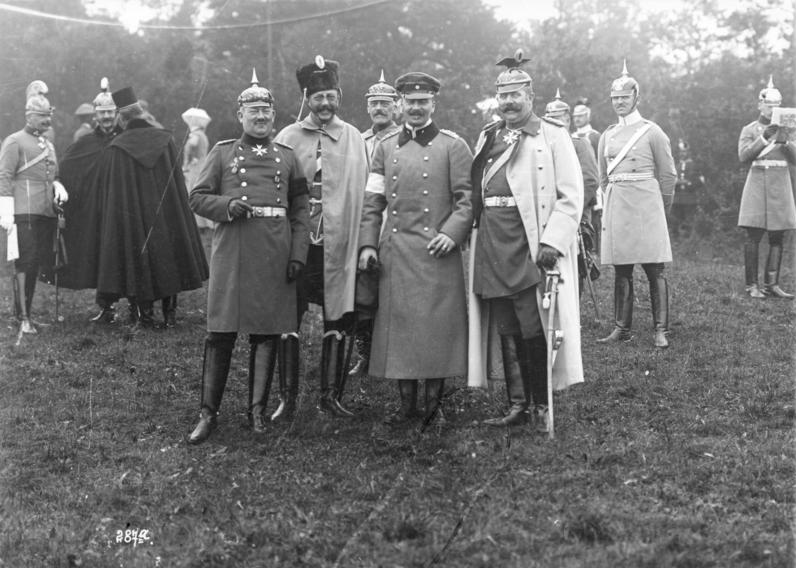
Franz Ferdinand (rechts) bei einem Kaisermanöver 1909

Obwohl Kaiser Franz Joseph den Thronfolger bewusst von der Politik fernhielt, betätigte er sich unter dem Deckmantel des Militärs aktiv an der Politik. Das tat er mit einem Beraterstab – der sogenannten „Militärkanzlei“, deren Leiter Alexander von Brosch-Aarenau und sein Nachfolger Carl von Bardolff waren – von Schloss Belvedere aus. Er forcierte den militärischen Aufbau der Streitkräfte (gemeinsames Heer und Kriegsmarine) und plante die Stärkung der Zentralmacht und die Schwächung des Dualismus.

### Trialismus – Föderalismus – Zentralismus
Die Reformen hätten den Zusammenschluss von Kroatien-Slawonien, Bosnien und Dalmatien zu einem eigenen Reichsteil (Südslawien) zur Folge gehabt, was mit dem Interesse Serbiens konkurrierte, ein südslawisches Königreich unter serbischer Führung zu gründen. Diese Pläne und die angeheizte öffentliche Stimmung schürten den Hass der Serben gegen den Thronfolger und gegen die habsburgische Herrschaft.
Der „Trialismus“ (Österreich-Ungarn-Südslawien) hatte neben kroatischen konservativen Kreisen zeitweise auch Franz Ferdinand als Förderer; dessen Reformpläne entwickelten sich aber bald in die Richtung einer umfassenden Föderalisierung. Seine gegen Ungarn gerichteten Pläne bezogen sich in erster Linie auf die ungarischen Nationalitäten, nicht weil sie sozial und politisch benachteiligt waren, sondern weil er sie für staatstreu hielt. Dieses Ziel konnte der von Franz Ferdinand zunächst favorisierte Kronländerföderalismus, der keinerlei Rücksicht auf ethnische Verhältnisse nahm, jedoch kaum verwirklichen.
Schließlich wurde der Thronfolger die Zentralfigur der großösterreichischen Bewegung, die eine Föderalisierung aller Völker des Reiches auf ethnischer Grundlage vorsah, obwohl er deren prononciertester ideologischer Stütze, dem Föderalisierungskonzept Popovicis, letztlich auch nicht völlig zustimmen konnte. Franz Ferdinand legte sich technisch nie auf einen dieser Pläne fest, seine Absichten widersprachen einander manchmal und waren häufig verschwommen. Er verfolgte eine Mischung zwischen einem ethnischen und einem historisch-traditionellen Föderalismus, kam zuweilen wieder auf den Trialismus zurück und vertrat eine Art von verwässertem Zentralismus. Ergänzend zum politischen Archiv der Militärkanzlei im Hof- und Staatsarchiv findet sich auf Schloss Artstetten eine weitreichende Dokumentation seiner Pläne und der seiner Berater.

### Stärkung der Wehrkraft
Am 29. März 1898 wurde der Thronfolger von Kaiser Franz Joseph als Offizier „zur Disposition Meines Oberbefehls“ gestellt. Der Kaiser richtete ihm einen eigenen militärischen Stab ein und kündigte an, Franz Ferdinand werde nun „reichlichen Einblick in alle Verhältnisse der Wehrmacht zu Lande und zur See gewinnen, welcher dem allgemeinen Wohle dereinst zum Besten gereichen soll“. Von 1906 an baute Alexander Brosch als Flügeladjutant Franz Ferdinands die Militärkanzlei zu einem Beobachtungs- und Beeinflussungsinstrument für die gesamte Politik der Doppelmonarchie aus. Darüber hinaus wurde der Thronfolger mit einer Analyse der Wehrkraft der Monarchie beauftragt, und er erreichte 1906 die Enthebung des 65-jährigen Kriegsministers Heinrich von Pitreich und des 76-jährigen Generalstabschefs Friedrich von Beck-Rzikowsky (im Volksmund scherzhaft „Vizekaiser“ genannt), der ein besonderer Vertrauter des gleichaltrigen Kaisers war. Beck wurde durch den damals 54-jährigen Franz Conrad von Hötzendorf ersetzt.
Als Conrad von Hötzendorf 1911 wegen der Verfolgung von Präventivkriegsplänen gegen Serbien vom Kaiser enthoben wurde, gelang es dem Thronfolger, ihn 1912 wieder in sein Amt einzusetzen. Allerdings war Franz Ferdinand ein Gegner des unüberlegt militärischen Dreinschlagens und wollte einen Krieg mit Russland vermeiden, damit sich „der Zar und der Kaiser von Österreich nicht gegenseitig vom Thron stürzen und der Revolution den Weg freimachen“. Mit dieser Ansicht trat er immer wieder in Gegensatz zu Conrad von Hötzendorf, der ein Vertreter von Präventivkriegen war.
Franz Ferdinand wollte auch einen Krieg gegen Serbien vermeiden, wie er 1913 in einem Brief an Graf Leopold Berchtold betonte: „Führen wir einen Spezialkrieg mit Serbien, so werden wir es in kürzester Zeit über den Haufen rennen, aber was dann? Und was haben wir davon? Erstens fällt dann ganz Europa über uns her (…) und Gott behüte uns, wenn wir Serbien annektieren; ein total verschuldetes Land mit Königsmördern, Spitzbuben etc. Und wo wir noch nicht einmal mit Bosnien fertig werden (…) Und jetzt gibt es meiner Meinung nach nur die Politik, zuzuschauen, wie sich die anderen die Schädel einhauen, sie soviel als möglich aufeinanderhetzen und für die Monarchie den Frieden zu erhalten.“
Der Thronfolger hatte auch wesentlichen Anteil am Ausbau der k.u.k. Kriegsmarine. Er erreichte nach 1900 einen großzügigen Ausbau der Schiffsflotte und den Einsatz von U-Booten ab 1908.
Am Vorabend seines 83. Geburtstags, dem 17. August 1913, ernannte Kaiser Franz Joseph seinen Neffen zum Generalinspektor der gesamten bewaffneten Macht und verfügte, dass die Militärkanzlei Franz Ferdinands nunmehr Kanzlei des Generalinspektors der gesamten bewaffneten Macht zu heißen habe.

### Ehrungen und Auszeichnungen

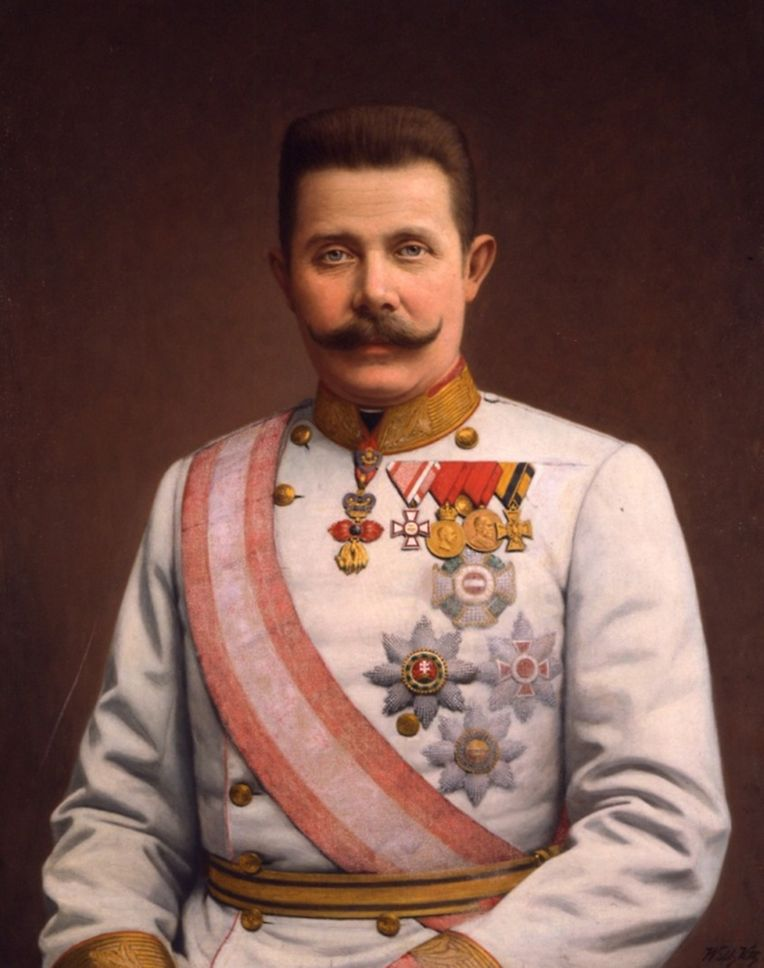
Das Gemälde von Wilhelm Vita hatte Franz Ferdinand für den Fall seiner Thronbesteigung malen lassen. Es zeigt ihn als Kaiser von Österreich.

Der Thronfolger wurde, oft aus protokollarischen Gründen, mit hohen Orden ausgezeichnet. Er war, wie alle männlichen Habsburger Träger des Goldenen Vlieses (des Hausordens, der in Österreich rangmäßig über allen anderen Auszeichnungen stand), Ritter des britischen Hosenbandordens, Träger des Großkomturkreuzes des königlichen Hausordens der Hohenzollern, Besitzer des japanischen Chrysanthemen-Ordens und diverser Orden der Souveräne von Schweden bis Sizilien und von Spanien bis Bulgarien.
Daneben hat er noch zahlreiche weitere in- und ausländische Orden erhalten.

### Vorbereitungen für die Thronbesteigung

Das Wappen Franz Ferdinands

Aus dem einst lustigen und lebensfrohen jungen Erzherzog wurde laut Nora Fugger im Lauf der Zeit ein ernster Mann mit festem, unnachgiebigem Willen, der sich mitunter in starren Eigensinn verwandelte. Seinem immer wachsenden Tatendrang gesellte sich der Wunsch zu, in die Politik des Reiches, dessen Regierung er einst zu übernehmen berufen war, entscheidend einzugreifen. Die Unmöglichkeit, diesen Wunsch zu Lebzeiten Kaiser Franz Josephs erfüllt zu sehen, machte ihn schließlich so gereizt, misstrauisch und unruhig, dass seine ganze Umgebung darunter zu leiden hatte.
Der Thronfolger ließ von Brosch und seinem Nachfolger Bardolff in der Militärkanzlei sehr detaillierte Pläne für seine Thronbesteigung erarbeiten. Sie planten einen Umbau der Doppelmonarchie, den der künftige Herrscher dekretieren würde, noch bevor er durch Krönungseide und Ähnliches an die überkommene Ordnung gebunden werden konnte. Davon wäre vor allem die magyarische Oberschicht stark betroffen gewesen. Daher mussten im Umkreis verlässliche, loyale Leute gesucht werden, die den Thronfolger zu gegebener Zeit unterstützen würden. Außerdem mussten Vorbereitungen getroffen werden, wie mit Gegnern des Staatsumbaues, die die früher geltenden Verfassungen außer Kraft setzen würden, umzugehen wäre. Kritiker befürchteten, „daß der Thronfolger zwischen einer Politik der Militärdiktatur im Innern und einer Politik des provozierten Krieges schwanken“ würde.
Im so genannten „Sarajevo-Saal“ des Wiener Heeresgeschichtlichen Museums befindet sich ein besonders kurioses Ölgemälde von Wilhelm Vita. Das Porträt zeigt den Erzherzog im weißen Galawaffenrock im Rang eines Feldmarschalls sowie mit den vier Großkreuzen des Maria-Theresia-Ordens, des k.u. Sankt Stephans-Ordens und Leopold-Ordens sowie des Ordens der Eisernen Krone. Mit Ausnahme des St Stephans-Ordens waren das Auszeichnungen, die Franz Ferdinand als Erzherzog und Thronfolger nicht zustanden, die er aber im Fall einer Thronbesteigung angelegt hätte.
Das Bild stellt demnach Franz Ferdinand als Kaiser dar und mag für den Fall der Thronbesteigung als Vorlage für offizielle Kaiserbilder vorgesehen gewesen sein. Nach der Ermordung des Thronfolgers wurde das zur Utopie gewordene Porträt übermalt. In diesem Zustand wurde das Gemälde vom Heeresgeschichtlichen Museum 1959 erworben und nach Entfernung der Übermalungen der ursprüngliche Zustand wiederhergestellt.
Ein ähnliches Bild ist in Schloss Artstetten zu sehen. Es wurde für die Hofburg beim tschechischen, zwischen Prag und Paris pendelnden Maler Václav Brožík bestellt und zeigt die Familienmitglieder nach ihren Rängen. Als Kaiser Franz Joseph erkrankte, fertigte der Künstler eine Skizze mit dem Thronfolger als Kaiser. Das Gemälde konnte jedoch nie ausgeführt werden, da der Künstler am 15. April 1901 starb.

## Tod

### Attentat von Sarajevo

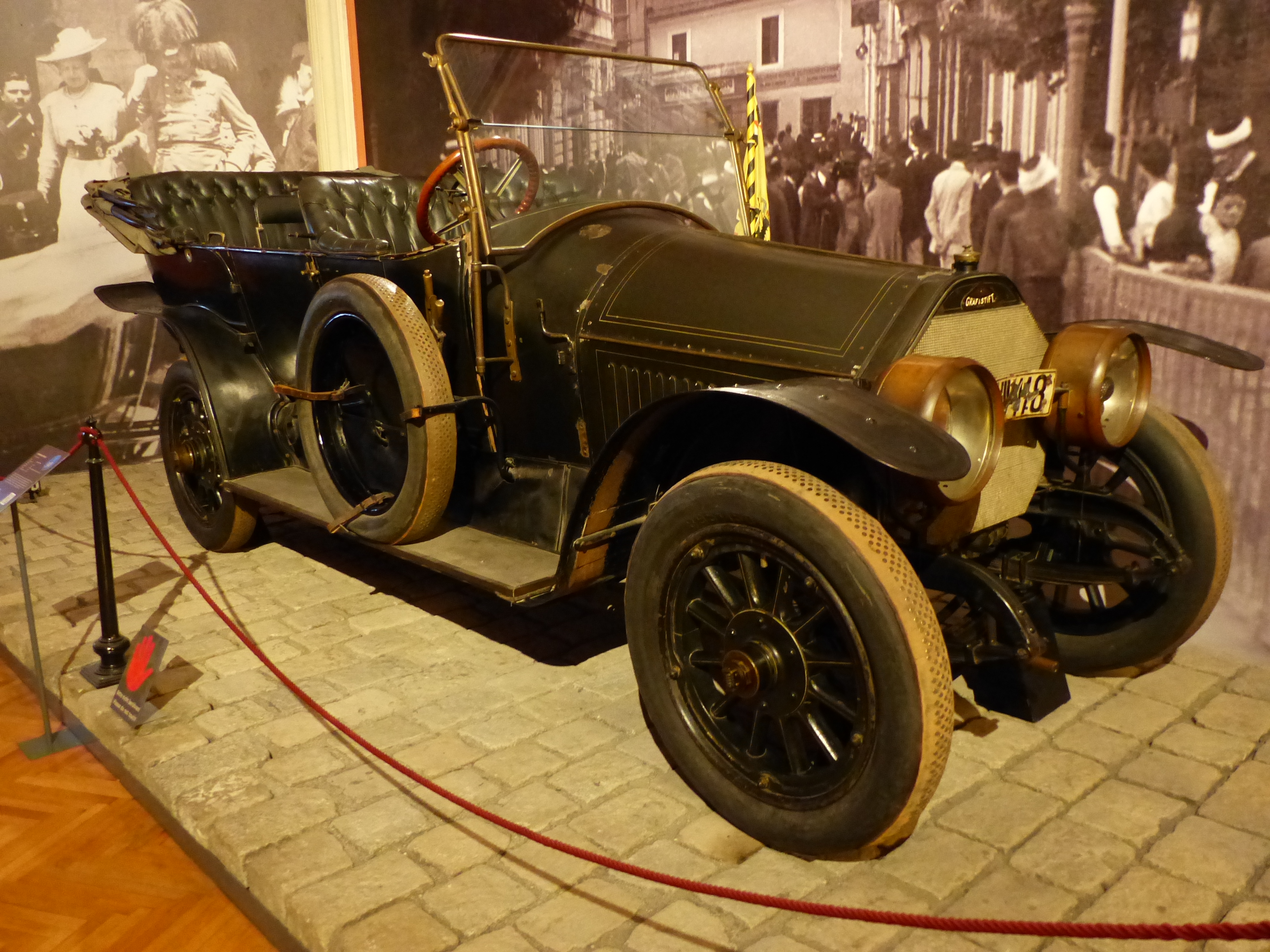
In diesem Automobil der Marke Gräf & Stift starben Franz Ferdinand und seine Gattin Sophie

Im Rahmen von Manöverbesuchen hielten sich Erzherzog Franz Ferdinand und seine Frau im Juni 1914 in Bosnien-Herzegowina auf. Am 28. Juni 1914 statteten sie dessen Hauptstadt Sarajevo einen offiziellen Besuch ab. Die Untergrundorganisation „Mlada Bosna“ plante mit Hilfe von Mitgliedern der serbischen Geheimorganisation „Schwarze Hand“ zu diesem Anlass ein Attentat. Nach einem zunächst fehlgeschlagenen Attentat mit einer Handgranate gelang es dem 19-jährigen Schüler Gavrilo Princip bald danach den Thronfolger und seine Frau mit zwei Pistolenschüssen niederzustrecken, wobei der Thronfolger an der Halsvene und an der Luftröhre getroffen wurde, kurz darauf das Bewusstsein verlor und verblutete.
Die blutüberströmte Uniform, die Franz Ferdinand an diesem Tag trug (sie ist eine Leihgabe des Erzherzog-Franz-Ferdinand-Museums, Schloss Artstetten) sowie das Automobil, in dem er und seine Frau erschossen wurden, kann man im Heeresgeschichtlichen Museum in Wien besichtigen. Das Durchschussloch jenes Geschoßes, das Herzogin Sophie tödlich traf, ist deutlich zu sehen. Die Orden und Ehrenzeichen, die der Thronfolger am Tag seiner Ermordung trug, befinden sich auf Schloss Konopiště. Das blutbefleckte Kleid der Herzogin von Hohenberg ist ebenfalls erhalten.

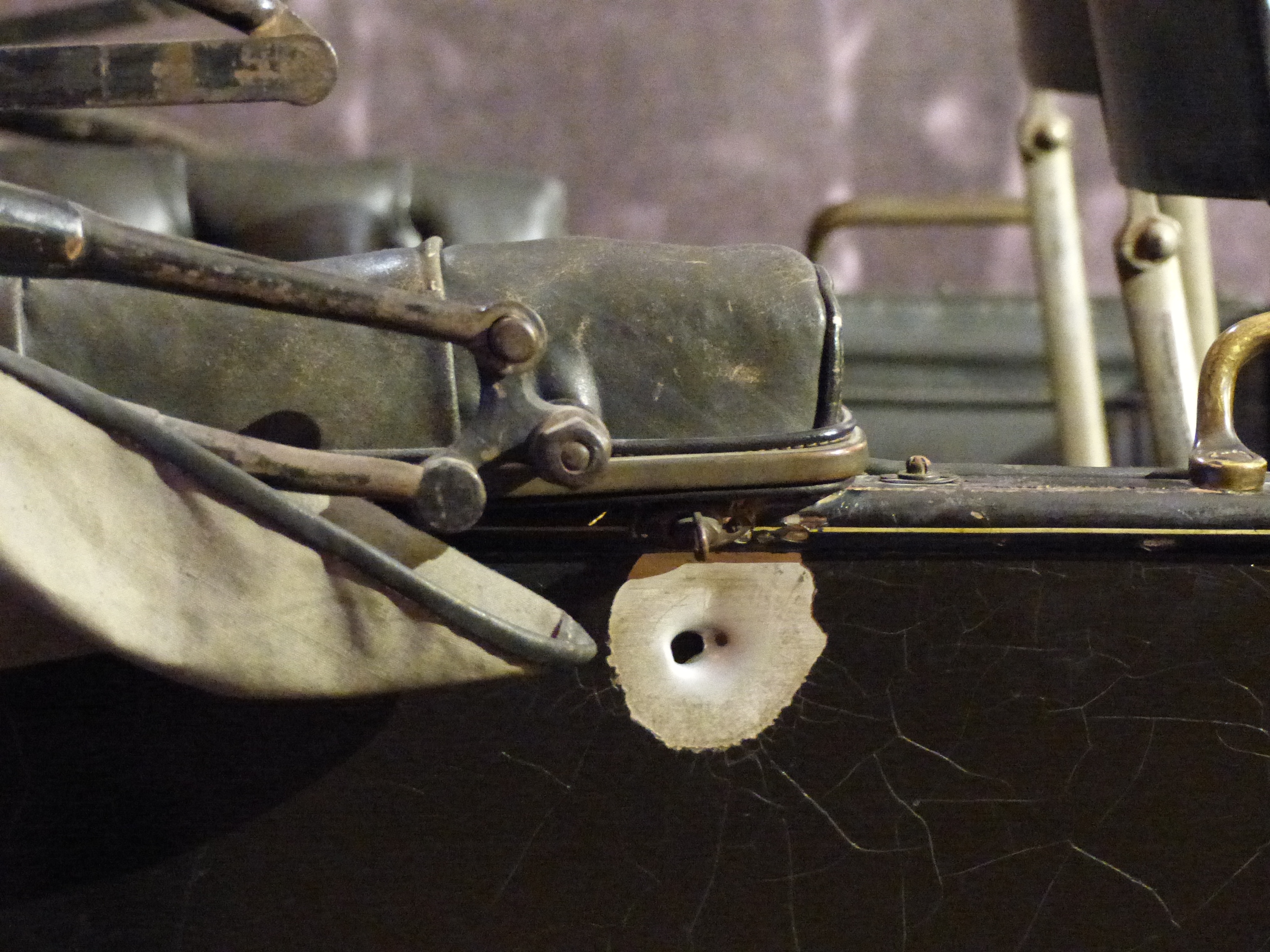
Einschussloch jenes Geschoßes, das Sophie Herzogin von Hohenberg traf
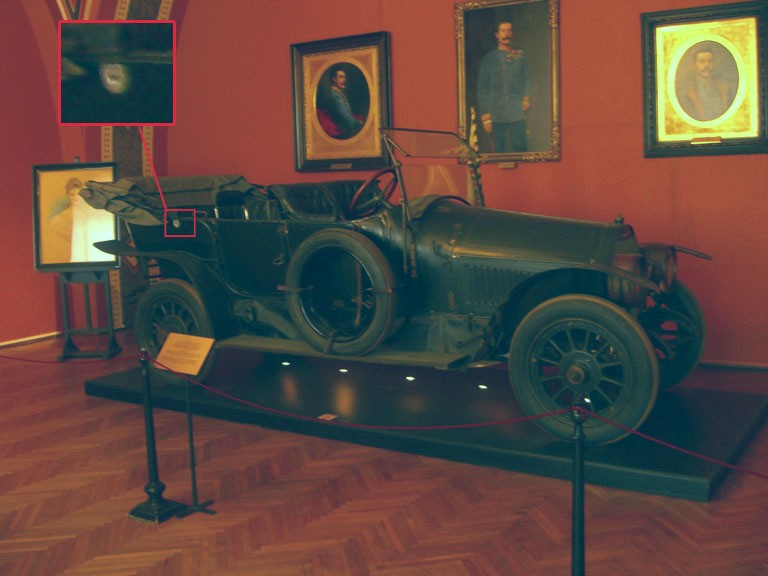
Das Auto, in dem Franz Ferdinand und seine Frau Sophie erschossen wurden (Heeresgeschichtliches Museum Wien)
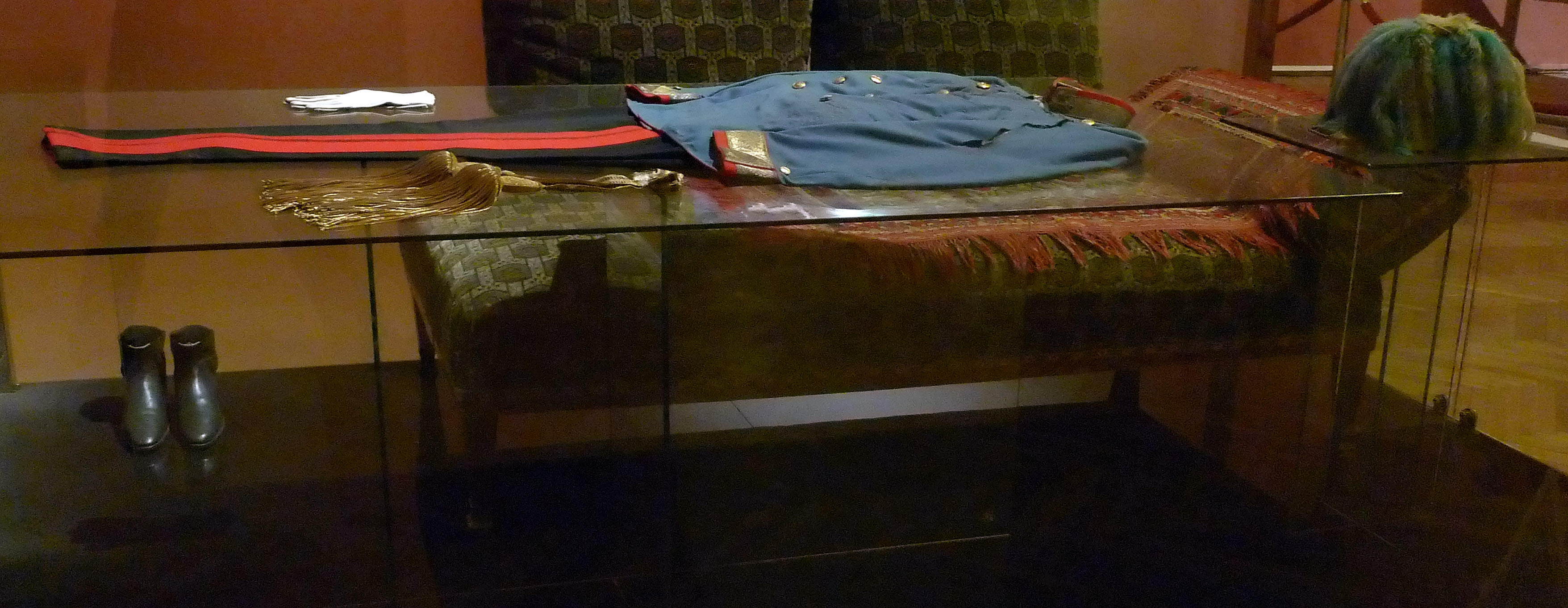
Die blutbefleckte Generalsuniform Franz Ferdinands im Heeresgeschichtlichen Museum
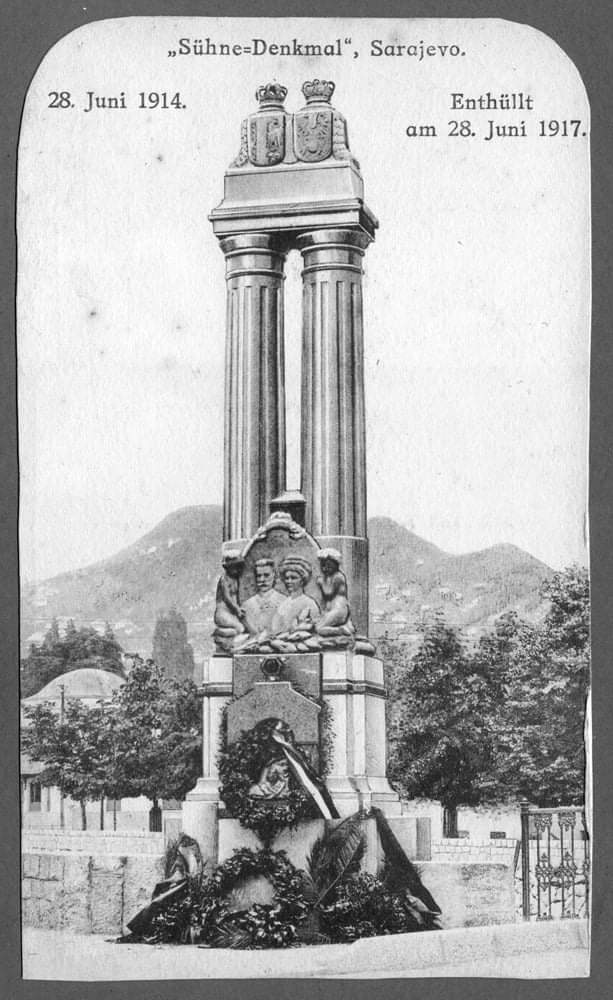
Das Sühne-Denkmal in Sarajewo

### Begräbnis

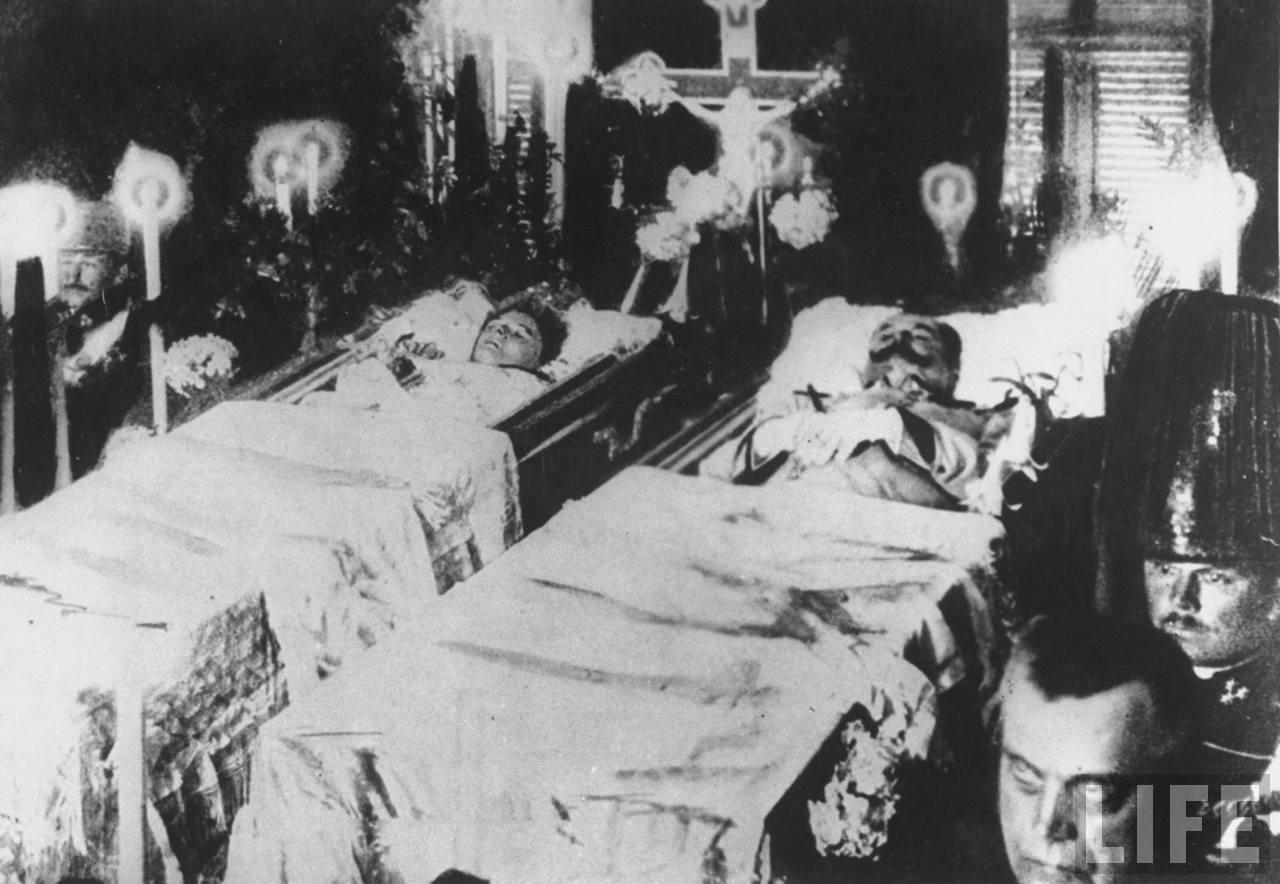
Aufbahrung von Franz Ferdinand und seiner Frau Sophie im Konak von Sarajevo

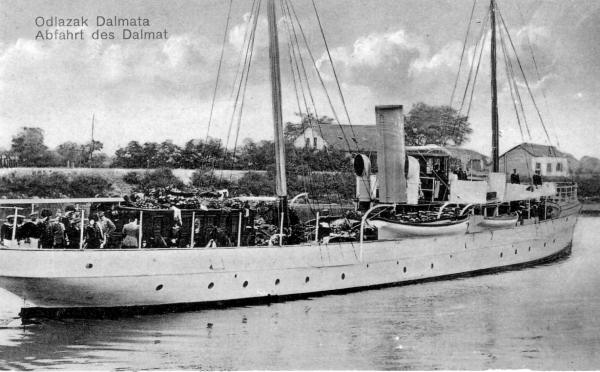
SMS Dalmat mit den Särgen des Thronfolgerpaares an Bord

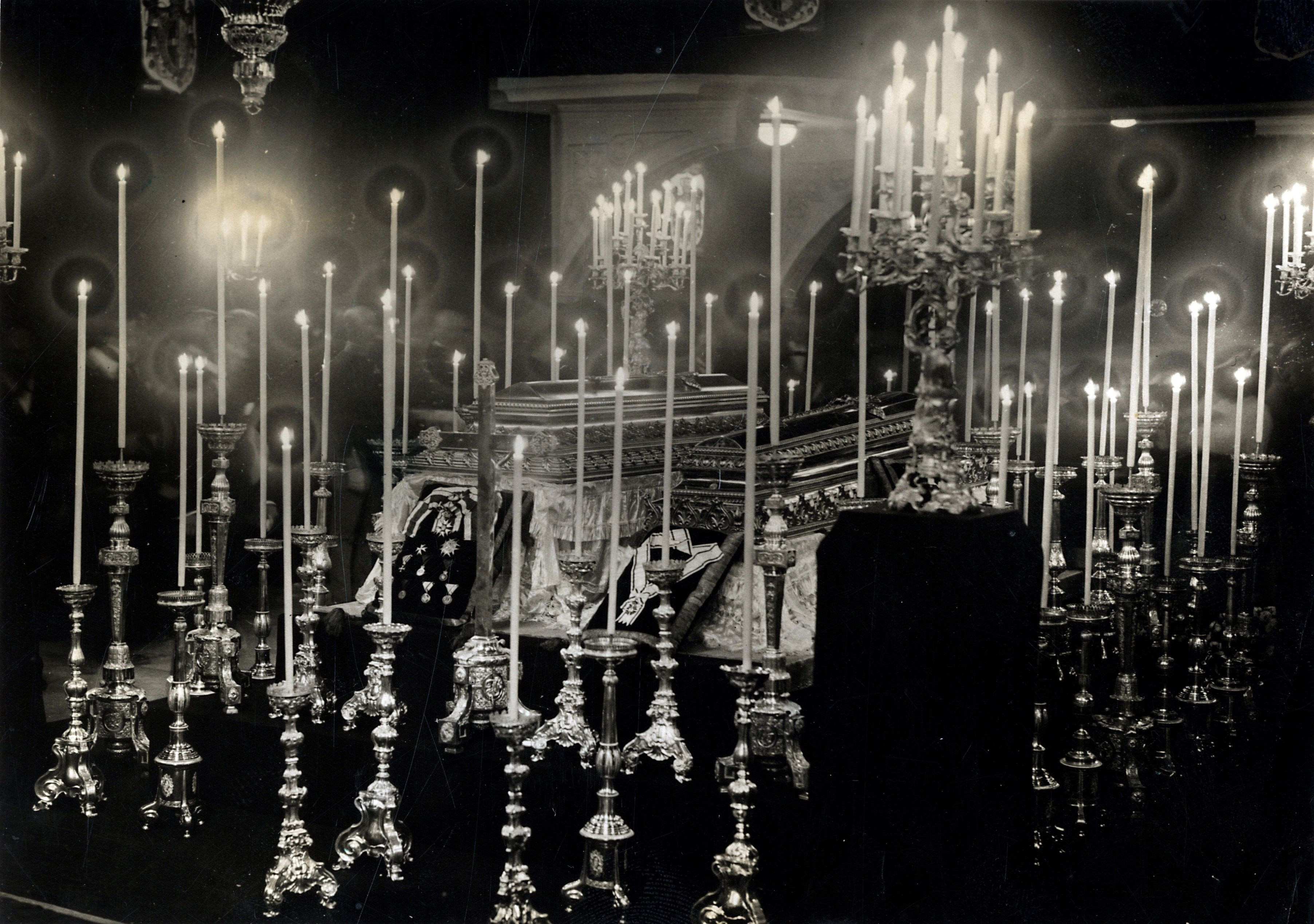
Aufbahrung von Franz Ferdinand und seiner Frau Sophie in der Hofburgkapelle

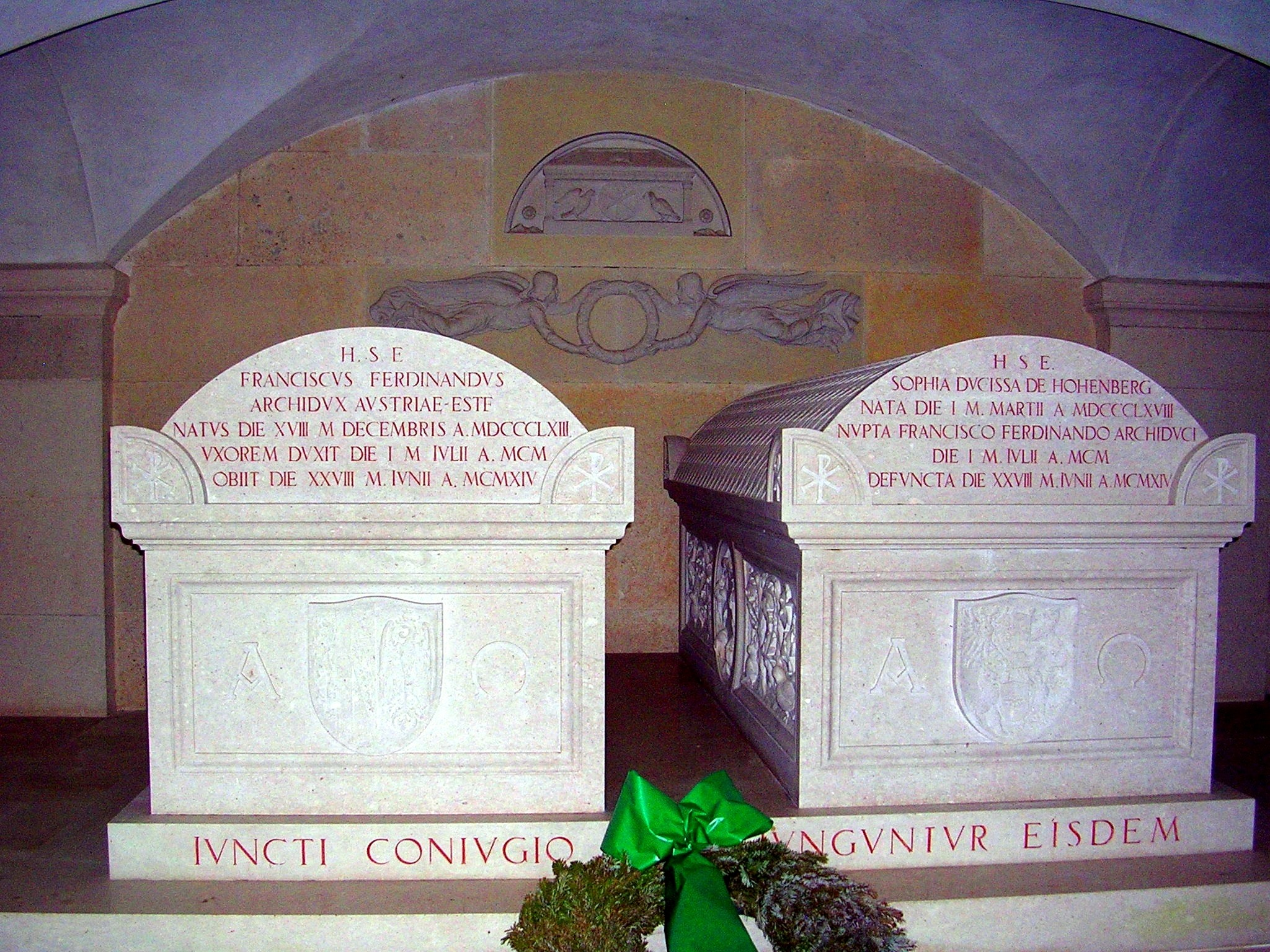
Gruft in Schloss Artstetten mit den Marmorsarkophagen von Franz Ferdinand und seiner Frau Sophie

Die Leichen von Erzherzog Franz Ferdinand und Herzogin Sophie wurden im Konak obduziert und konserviert, auch wurden ihnen Totenmasken abgenommen. Am Abend des 29. Juni wurden die beiden Särge vom Konak mit militärischen Ehren zum Bahnhof Sarajevo-Bistrik geleitet, von wo sie ein Sonderzug zum Hafen Metković brachte. Am Morgen des 30. Juni wurden sie von Metković aus an Bord der Dalmat  zu dem an der Neretvamündung wartenden Flottenflaggschiff Viribus Unitis überführt, welches die beiden Särge nach Triest brachte. In Triest wurden die beiden Särge am Morgen des 2. Juli beim Hauptplatz an Land gebracht und nach einem Trauerakt zum dortigen Südbahnhof geleitet. Am Abend des 2. Juli trafen sie per Südbahn am Wiener Südbahnhof ein, wo Erzherzog Karl sie in Empfang nahm. Sie wurden mit militärischen Ehren über Schwarzenbergplatz und Äußeres Burgtor in die Hofburgkapelle (damals Pfarrkirche der exemten k.u.k. Hof- und Burgpfarre) gebracht, wo der Fürsterzbischof von Wien am Nachmittag des 3. Juli in Anwesenheit Kaiser Franz Josephs und des Hofstaates das Requiem zelebrierte. Am Abend des 3. Juli wurden die beiden Särge mit militärischen Ehren über die Mariahilfer Straße zum Westbahnhof geleitet und per Westbahn nach Pöchlarn überführt, wo sie kurz nach Mitternacht eintrafen. Bei strömendem Regen setzte eine Fähre die beiden Särge über die Donau, ehe sie gegen fünf Uhr früh das Schloss Artstetten erreichten, wo sie in der Schlosskirche aufgebahrt wurden. Die Beisetzungsfeier für Erzherzog Franz Ferdinand und Herzogin Sophie begann am 4. Juli um 11 Uhr, gegen Mittag wurden ihre Särge in die Familiengruft getragen und am vorbestimmten Platz abgestellt.
Die Nachricht vom Tod des Thronfolgers wurde in Wien in politischen Kreisen sowie am Hof mit wenig verhehlter Genugtuung aufgenommen. Man war froh, den mächtigen und gefährlichen Gegner losgeworden zu sein, und man tat nun alles, um das auch noch bei den Beisetzungsfeierlichkeiten nach außen zu tragen. Aus diesem Grund wurden die Trauerfeierlichkeiten bewusst bescheiden gehalten, die man offiziell mit der unstandesgemäßen Heirat begründete. Die Presse sprach von einem „Begräbnis III. Klasse“.
Ein Staatsbegräbnis kam für den Thronfolger nicht in Frage, das stand nur dem Monarchen selbst zu. Ansonsten beschied sich Obersthofmeister Fürst Alfred Montenuovo, der vom Kaiser nicht daran gehindert wurde, mit einem Minimalprogramm. Da für die Herzogin von Hohenberg die Bestattung in der Kapuzinergruft nicht möglich war, hatte Franz Ferdinand schon früher verfügt, zusammen mit ihr in der neu errichteten Familiengruft in Schloss Artstetten beigesetzt zu werden. Die Verabschiedung in der Familiengruft unter der im Schloss Artstetten gelegenen Pfarrkirche fand im engsten Familienkreis statt.
Zahlreiche Objekte aus dem Nachlass des Thronfolgers sind in einem von seinen Nachkommen eingerichteten Museum in Schloss Artstetten zu sehen.

### Politische Folgen des Attentats
Wie aus Protokollen von Sitzungen des k.u.k. Ministerrates für gemeinsame Angelegenheiten hervorgeht, wollte Österreich-Ungarn Serbien daraufhin mit einem Krieg für immer unschädlich machen und stellte der serbischen Regierung am 23. Juli 1914 ein äußerst hartes, auf 48 Stunden befristetes Ultimatum, in dem es u. a. die Unterdrückung jeglicher Aktionen und Propaganda gegen die territoriale Integrität der österreichisch-ungarischen Monarchie verlangte und eine gerichtliche Untersuchung des Attentats unter Mitwirkung österreichisch-ungarischer Beamter forderte. Das Ultimatum war bewusst so verfasst, dass ein souveräner Staat es nicht akzeptieren konnte. Es drohte allerdings nur mit dem Abbruch der diplomatischen Beziehungen und (noch) nicht mit Krieg, eine Feinheit, auf deren Betonung der k.u.k. Außenminister Graf Leopold Berchtold großen Wert legte.
Serbien antwortete auf das Ultimatum innerhalb der vorgegebenen Frist, akzeptierte es jedoch nicht bedingungslos. Schließlich erklärte Österreich-Ungarn mit deutscher Rückendeckung Serbien am 28. Juli 1914 den Krieg. Durch die Bündnisverpflichtungen der damaligen Großmächte wurde so der Erste Weltkrieg ausgelöst.
Nach der Ermordung Franz Ferdinands wurde nach salischem Erbrecht der spätere Kaiser Karl Thronfolger der österreichisch-ungarischen Monarchie.

## Rezeption

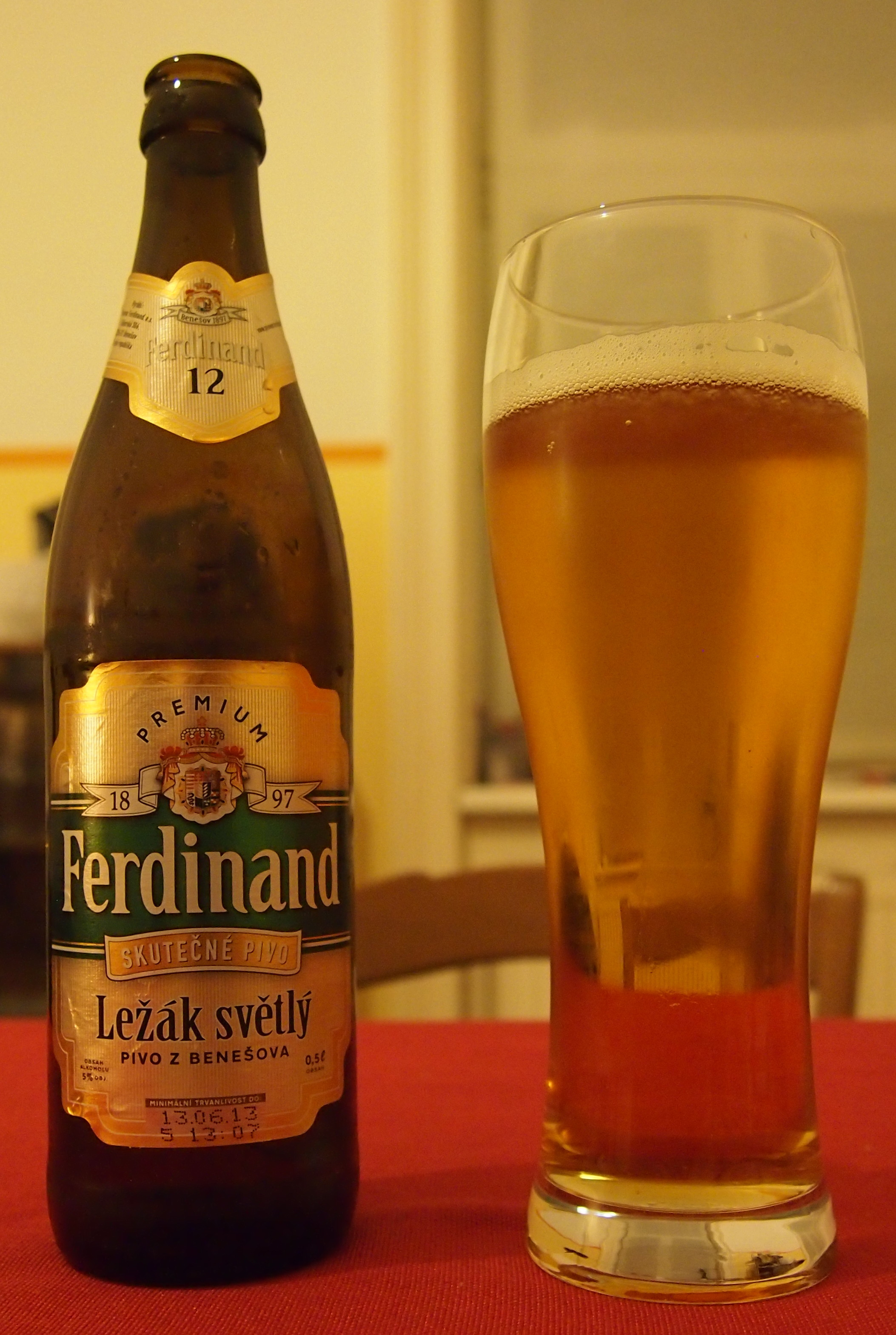
Bier der Brauerei Ferdinand aus Benešov

Trotz seiner Reformpläne und seiner unkonventionellen Ehe ist Franz Ferdinand nicht zu einer populären Figur geworden. Dies lag wohl ebenso an der Missgunst all jener, die ihm seine nicht standesgemäße Heirat und seine Reformpläne übelnahmen, wie an seinem als schroff und wenig gewinnend beschriebenen Wesen.
Sein späterer enger Freund Ottokar Czernin beschrieb den Erzherzog 1905 in seinen persönlichen Aufzeichnungen folgendermaßen: „Der Erzh[erzog] ist politisch wenig, […] gebildet, hat aber eine frappant schnelle Auffassung. Sein Programm ist neronisch–brutal, der Haß gegen Ungarn eine Monomanie, liebt den deutschen Kaiser, ohne es eingestehen zu wollen; der Erzh[herzog] ist ein ganz merkwürdiges Gemisch von verblüffender Offenheit und Mißtrauen und dem Wunsch zu kaptivieren […], zu gefallen. […] Ich halte ihn für viel weniger klerikal, als man behauptet. Vergöttert seine Frau und seine Kinder! […].“
Der Wiener Publizist Karl Kraus, der mit ihm zeitweise sympathisierte, formulierte es in seinem Nachruf so: „Er war kein Grüßer (…) Auf jene unerforschte Gegend, die der Wiener sein Herz nennt, hatte er es nicht abgesehen“.
Seine Verachtung allen neuen kulturellen Entwicklungen gegenüber (etwa gegenüber der Architektur Otto Wagners, wie bei der 1907 von Franz Ferdinand eröffneten Kirche am Steinhof) trug zusätzlich zu schlechter Nachrede bei. Angeblich hätte er bei einer Ausstellung die Meinung geäußert, man solle Oskar Kokoschka „alle Knochen im Leib brechen“.
Im Jahr 1912 wurde in Wien-Landstraße (3. Bezirk) der Esteplatz nach dem Thronfolger benannt. Ebenso wurde die von Franz Ferdinand aus Konopischt (Konopiště) nach Beneschau (Benešov) verlegte Brauerei Ferdinand nach ihm benannt, die bis heute Bier unter diesem Namen produziert.
1917 wurde in Sarajevo das Sühne-Denkmal für das ermordete Paar enthüllt. Es wurde 1919 vom SHS-Staat entfernt.

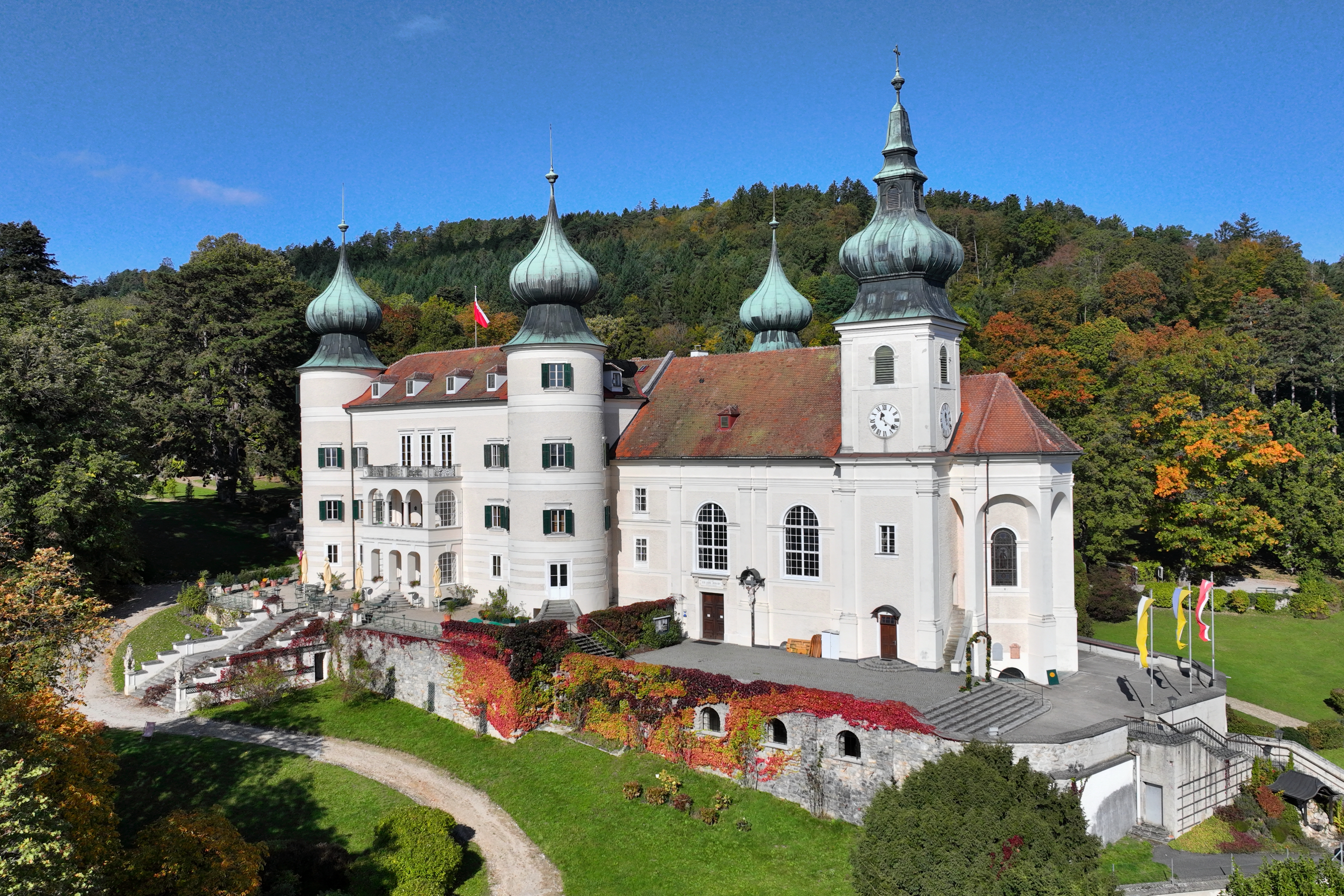
Schloss Artstetten mit dem Erzherzog-Franz-Ferdinand-Museum

Ludwig Winder veröffentlichte 1937 in Zürich einen quellennahen Roman mit dem Titel Der Thronfolger. Er wurde 1984 in Ost-Berlin wieder aufgelegt. Marcel Reich-Ranicki ließ das Werk im März 1987 in der Reihe Romane von gestern – heute gelesen vorstellen. Eine Neuauflage brachte 2014 der Paul Zsolnay Verlag heraus.
1989 wurde im Schloss Artstetten das Erzherzog-Franz-Ferdinand-Museum eingerichtet.
Die 2001 gegründete schottische Band Franz Ferdinand ist nach dem Erzherzog benannt.
2014 jährte sich der Beginn des Ersten Weltkriegs zum hundertsten Mal, was in zahlreichen Büchern, Dokumentarfilmen etc. thematisiert wurde. Der Journalist Frank Gerbert veröffentlichte 2014 ein Buch, in dem er die letzte Reise von Franz Ferdinand mit dem Ende in Sarajewo detailliert nachzeichnete.

2014 wurde in Schloss Artstetten ein Requiem in der Schlosskirche und in der Basilika von Maria Taferl aufgeführt, zu dem mehr als 90 Mitglieder der ehemaligen kaiserlichen Familie kamen. Die 100. Wiederkehr des Todestages bot Anlass zu mehreren größeren Gedenkveranstaltungen, an denen auch zahlreiche Politiker teilnahmen.

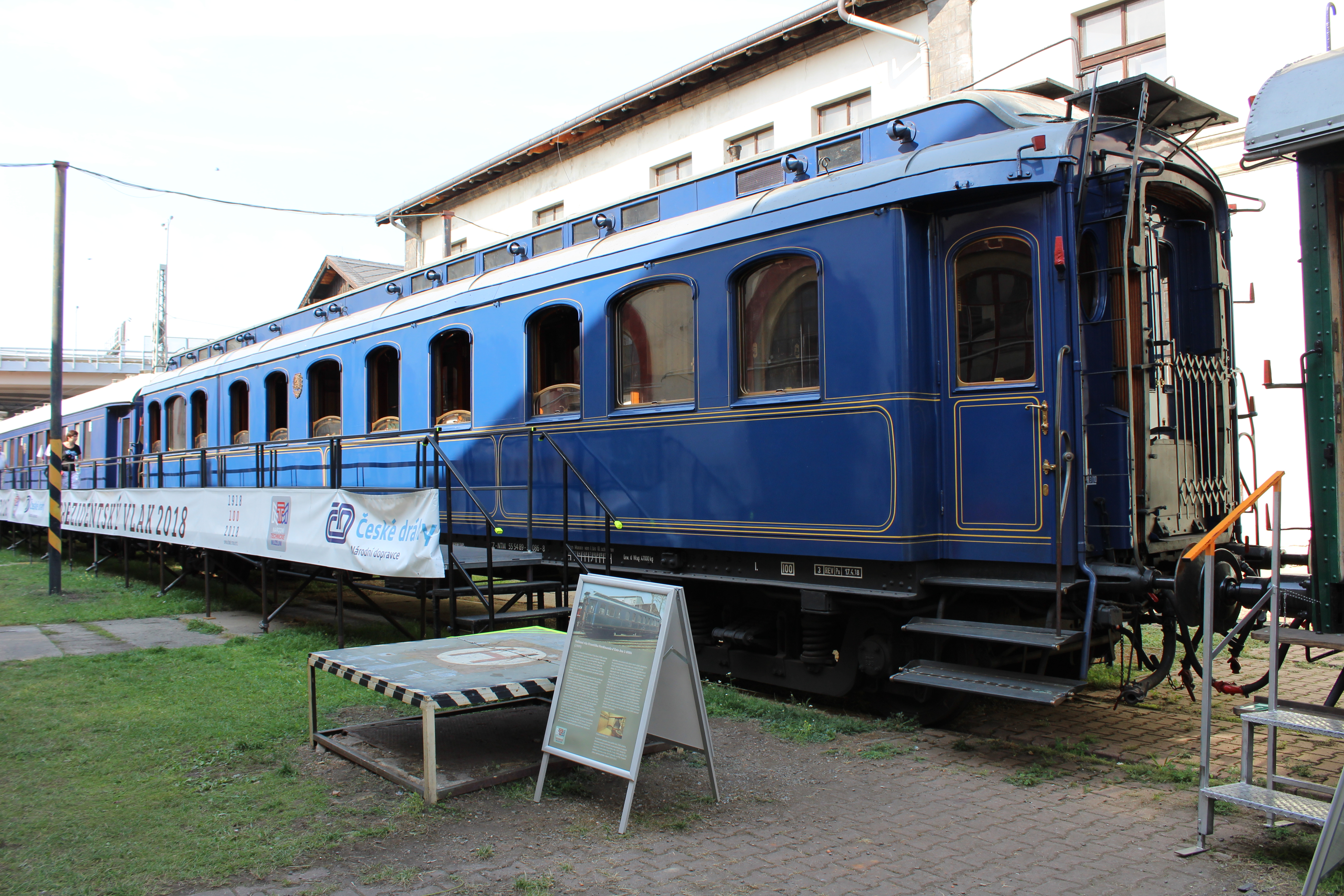
Salonwagen von Erzherzog Franz Ferdinand, gebaut 1909

### Salonwagen Franz Ferdinands
Im Besitz des Technischen Nationalmuseums (NTM) in Prag befindet sich der Salonwagen Sa 22 Erzherzog Franz Ferdinands, der 1909 von den Prager Ringhoffer-Werken gebaut wurde. Diesen Waggon verwendeten nach dem Tod des Erzherzogs auch sein Nachfolger, der spätere Kaiser Karl und anschließend die Mitglieder der tschechoslowakischen Regierung bis in die 1960er Jahre. 2009 wurde der Salonwagen umfassend renoviert und ist seitdem wieder fahrbereit. Im Inneren ist das Fahrzeug noch weitestgehend original erhalten.
Einer Anekdote zufolge konnte Franz Ferdinand seine letzte Reise nach Sarajewo nicht mit diesem Waggon antreten. Das Fahrzeug lief, an den planmäßigen Schnellzug nach Wien gekuppelt, mit rauchenden Achsen im Bahnhof Chlumetz ein und musste abgestellt werden.

### Darstellung im Film
Als bekannte Figur der österreichischen Geschichte kommt Franz Ferdinand auch in einigen Spielfilmen vor. In Max Ophüls Filmmelodram Von Mayerling bis Sarajewo (1940) wird der von John Lodge dargestellte Franz Ferdinand sogar zum Hauptcharakter. Ebenso ist dies in Um Thron und Liebe (1950) von Fritz Kortner der Fall, hier wird der Erzherzog von Ewald Balser dargestellt. In Oberst Redl von Istvan Szabo (1985) verkörpert Armin Mueller-Stahl Franz Ferdinand. In weiteren Verfilmungen des Attentats von Sarajevo spielten u. a. Christopher Plummer (1975) und Hans von Borsody (1984) den Erzherzog. In verschiedenen anderen Filmen tritt er als Randfigur in Erscheinung.

## Vorfahren
| Ahnentafel Franz Ferdinand von Österreich-Este | Ahnentafel Franz Ferdinand von Österreich-Este                                                 | Ahnentafel Franz Ferdinand von Österreich-Este                                                 | Ahnentafel Franz Ferdinand von Österreich-Este                                                           | Ahnentafel Franz Ferdinand von Österreich-Este                                                     | Ahnentafel Franz Ferdinand von Österreich-Este                                                 | Ahnentafel Franz Ferdinand von Österreich-Este                                                 | Ahnentafel Franz Ferdinand von Österreich-Este                                                       | Ahnentafel Franz Ferdinand von Österreich-Este                                                       |
| ---------------------------------------------- | ---------------------------------------------------------------------------------------------- | ---------------------------------------------------------------------------------------------- | --- | -------------------------------------------------------------------------------------------------- | ---------------------------------------------------------------------------------------------- | ---------------------------------------------------------------------------------------------- | --- | --- |
| Ururgroßeltern                                 | Kaiser Leopold II. (1747–1792) ⚭ 1765 Maria Ludovica von Spanien (1745–1792)                   | König Ferdinand I. (1751–1825) ⚭ 1768 Maria Karolina von Österreich (1752–1814)                | Friedrich Michael von Pfalz-Birkenfeld (1724–1767) ⚭ 1746 Maria Franziska von Pfalz-Sulzbach (1724–1794) | Karl Ludwig von Baden (1755–1801) ⚭ 1774 Amalie von Hessen-Darmstadt (1754–1832)                   | König Ferdinand I. (1751–1825) ⚭ 1768 Maria Karolina von Österreich (1752–1814)                | König Karl IV. von Spanien (1748–1819) ⚭ 1765 Maria Luise von Bourbon-Parma (1751–1819)        | Kaiser Leopold II. (1747–1792) ⚭ 1765 Maria Ludovica von Spanien (1745–1792)                         | Fürst Friedrich Wilhelm von Nassau-Weilburg (1768–1816) ⚭ 1788 Luise von Sayn-Hachenburg (1772–1827) |
| Urgroßeltern                                   | Kaiser Franz II. (1768–1835) ⚭ 1790 Maria Theresia von Neapel-Sizilien (1772–1807)             | Kaiser Franz II. (1768–1835) ⚭ 1790 Maria Theresia von Neapel-Sizilien (1772–1807)             | König Maximilian I. Joseph (1756–1825) ⚭ 1797 Karoline Friederike Wilhelmine von Baden (1776–1841)       | König Maximilian I. Joseph (1756–1825) ⚭ 1797 Karoline Friederike Wilhelmine von Baden (1776–1841) | König Franz I. (1777–1830) ⚭ 1802 Maria Isabel von Spanien (1789–1848)                         | König Franz I. (1777–1830) ⚭ 1802 Maria Isabel von Spanien (1789–1848)                         | Karl von Österreich-Teschen (1771–1847) ⚭ 1815 Henriette Alexandrine von Nassau-Weilburg (1797–1829) | Karl von Österreich-Teschen (1771–1847) ⚭ 1815 Henriette Alexandrine von Nassau-Weilburg (1797–1829) |
| Großeltern                                     | Franz Karl von Österreich (1802–1878) ⚭ 1824 Sophie Friederike von Bayern (1805–1872)          | Franz Karl von Österreich (1802–1878) ⚭ 1824 Sophie Friederike von Bayern (1805–1872)          | Franz Karl von Österreich (1802–1878) ⚭ 1824 Sophie Friederike von Bayern (1805–1872)                    | Franz Karl von Österreich (1802–1878) ⚭ 1824 Sophie Friederike von Bayern (1805–1872)              | König Ferdinand II. (1810–1859) ⚭ 1837 Maria Theresia von Österreich (1816–1867)               | König Ferdinand II. (1810–1859) ⚭ 1837 Maria Theresia von Österreich (1816–1867)               | König Ferdinand II. (1810–1859) ⚭ 1837 Maria Theresia von Österreich (1816–1867)                     | König Ferdinand II. (1810–1859) ⚭ 1837 Maria Theresia von Österreich (1816–1867)                     |
| Eltern                                         | Karl Ludwig von Österreich (1833–1896) ⚭ 1862 Maria Annunziata von Neapel-Sizilien (1843–1871) | Karl Ludwig von Österreich (1833–1896) ⚭ 1862 Maria Annunziata von Neapel-Sizilien (1843–1871) | Karl Ludwig von Österreich (1833–1896) ⚭ 1862 Maria Annunziata von Neapel-Sizilien (1843–1871)           | Karl Ludwig von Österreich (1833–1896) ⚭ 1862 Maria Annunziata von Neapel-Sizilien (1843–1871)     | Karl Ludwig von Österreich (1833–1896) ⚭ 1862 Maria Annunziata von Neapel-Sizilien (1843–1871) | Karl Ludwig von Österreich (1833–1896) ⚭ 1862 Maria Annunziata von Neapel-Sizilien (1843–1871) | Karl Ludwig von Österreich (1833–1896) ⚭ 1862 Maria Annunziata von Neapel-Sizilien (1843–1871)       | Karl Ludwig von Österreich (1833–1896) ⚭ 1862 Maria Annunziata von Neapel-Sizilien (1843–1871)       |
| Franz Ferdinand von Österreich-Este            |                                                                                                |                                                                                                | | |                                                                                                |                                                                                                | | |

## Schriften (Auswahl)
- „Die Eingeborenen machten keinen besonders günstigen Eindruck.“ Tagebuch meiner Reise um die Erde 1892–1893. Herausgegeben, eingeleitet und kommentiert von Frank Gerbert, Kremayr & Scheriau, Wien 2013, ISBN 978-3-218-00862-4.